# NBA All-Rookie Team
La NBA All-Rookie Team est une distinction annuelle remise par la NBA depuis la saison 1962-1963 aux meilleurs rookies de la saison régulière. Une seule équipe était nommée jusqu'en 1987-1988; depuis la saison 1988-1989, deux équipes sont désignées, la NBA All-Rookie First Team et la NBA All-Rookie Second Team. Les votants sont les entraîneurs des équipes NBA; ils ne peuvent pas voter pour les joueurs de leur propre équipe. Les joueurs reçoivent deux points pour chaque vote dans la First Team et un point pour chaque vote dans la Second Team. Les cinq joueurs ayant cumulé le plus de points composent alors la First Team, les cinq suivants composant alors la Second Team. En cas d'égalité pour la cinquième position pour chacune des équipes, les équipes comptent alors six joueurs. Le dernier cas d'égalité remonte à 2009, entre Rudy Fernández et D. J. Augustin. Il n'y a pas de respect exigé quant au poste occupé. Par exemple, la First Team comptait quatre ailiers et un meneur en 2008.
Neuf membres des All-Rookie Team ont remporté les trophées de rookie de l'année et de MVP (MVP) durant leur carrière. Wes Unseld est le seul joueur à avoir accompli cette performance lors de la même saison. À l'issue de la saison 2023-2024, 69 membres des All-Rookie Teams sont nommés au Basketball Hall of Fame, 77 membres ne sont pas nés aux États-Unis et 118 membres sont toujours en activité en NBA,,.

## Palmarès

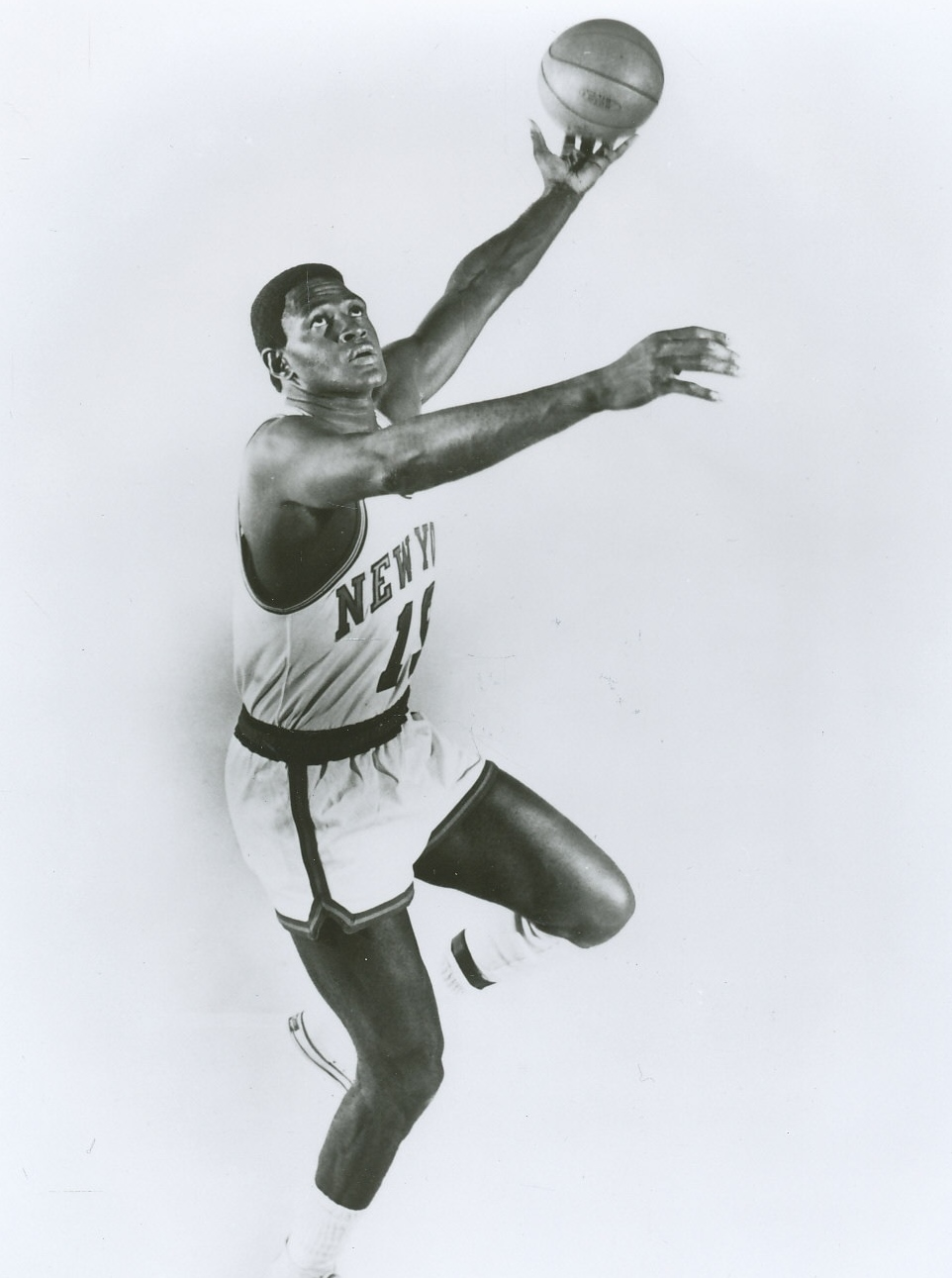
Willis Reed est nommé dans la All-Rookie Team en 1964-1965.

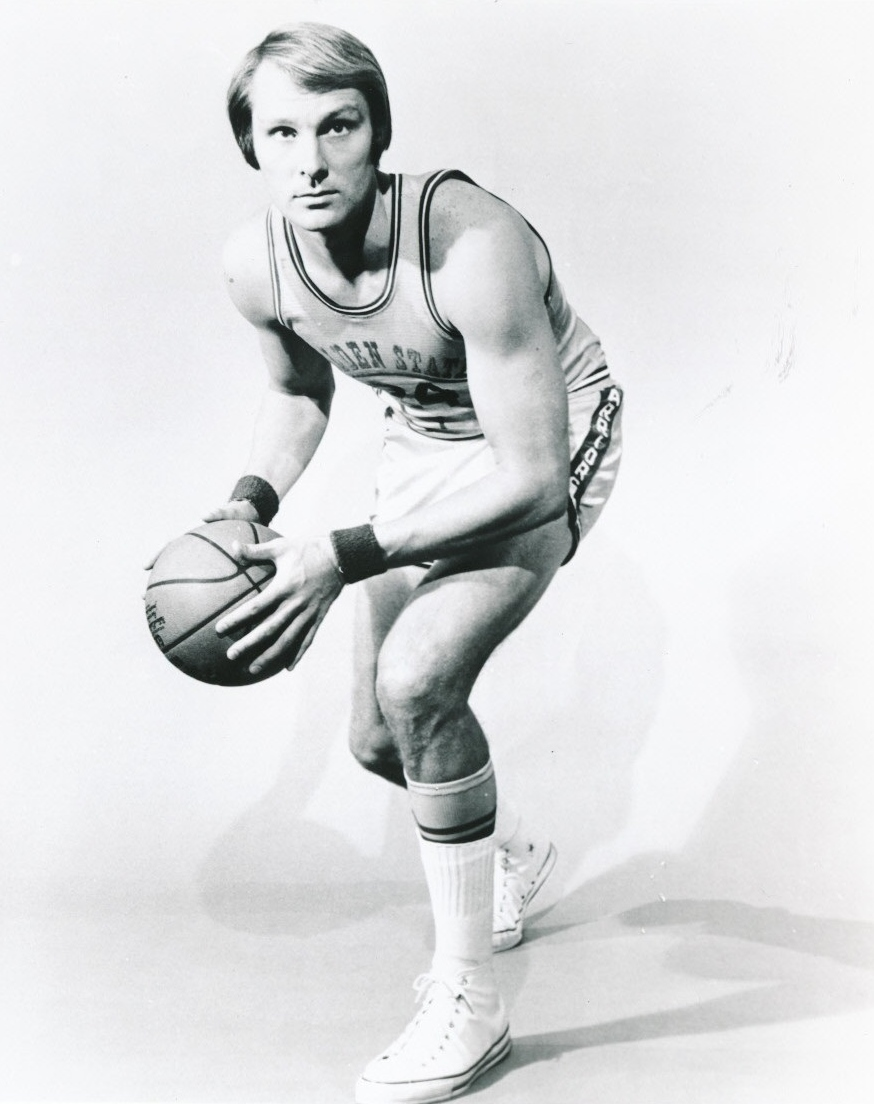
Rick Barry est nommé dans la All-Rookie Team en 1965-1966.

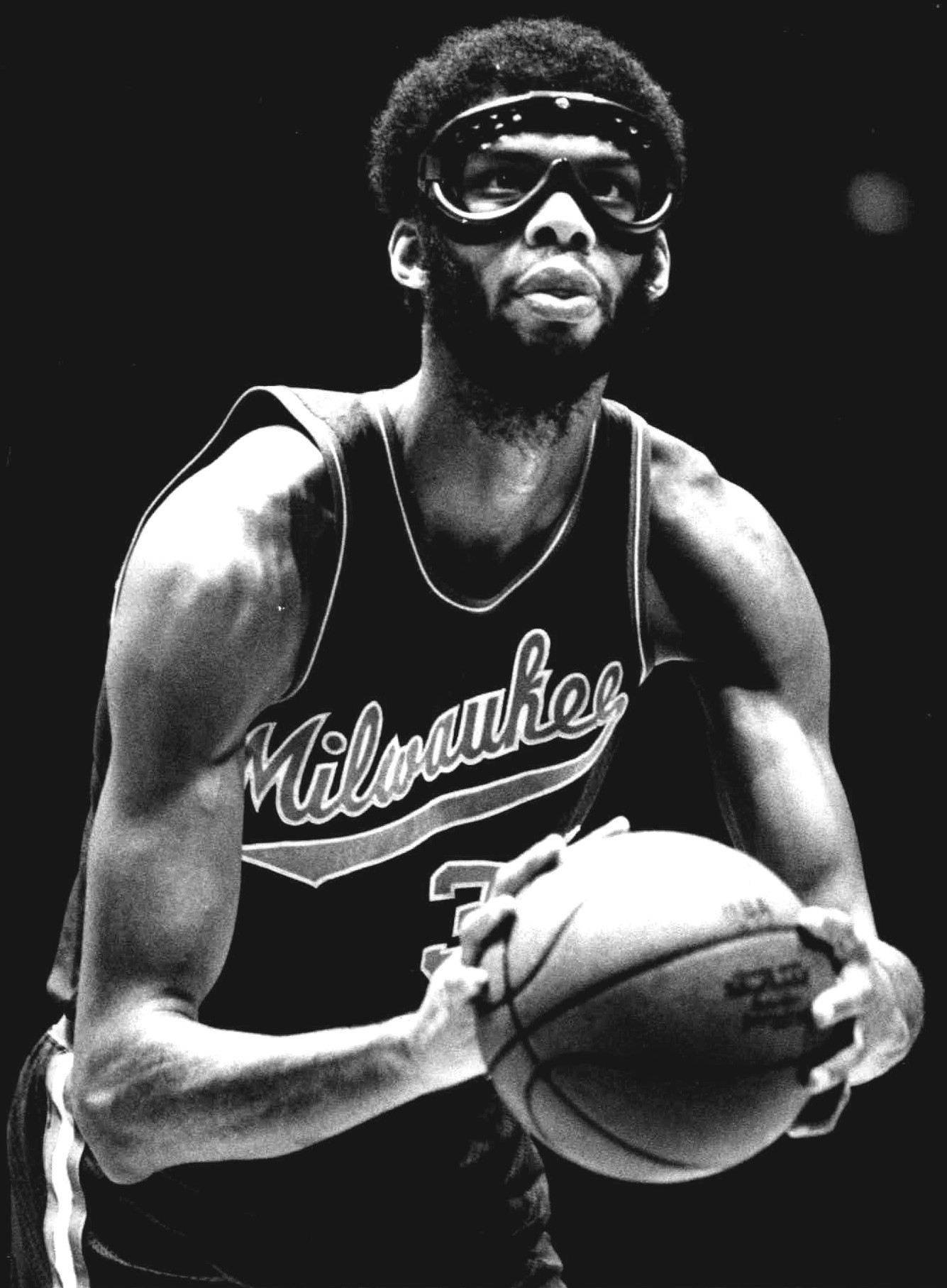
Kareem Abdul-Jabbar est nommé dans la All-Rookie Team en 1969-1970.

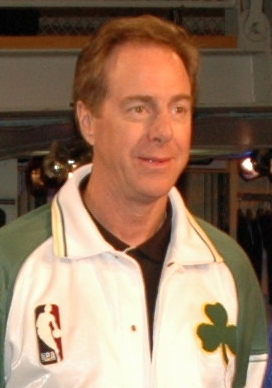
Dave Cowens est nommé dans la All-Rookie Team en 1970-1971.

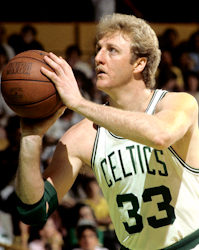
Larry Bird est nommé dans la All-Rookie Team en 1979-1980.

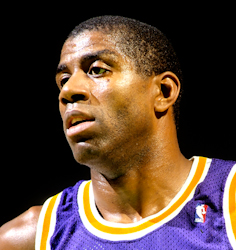
Magic Johnson est nommé dans la All-Rookie Team en 1979-1980.

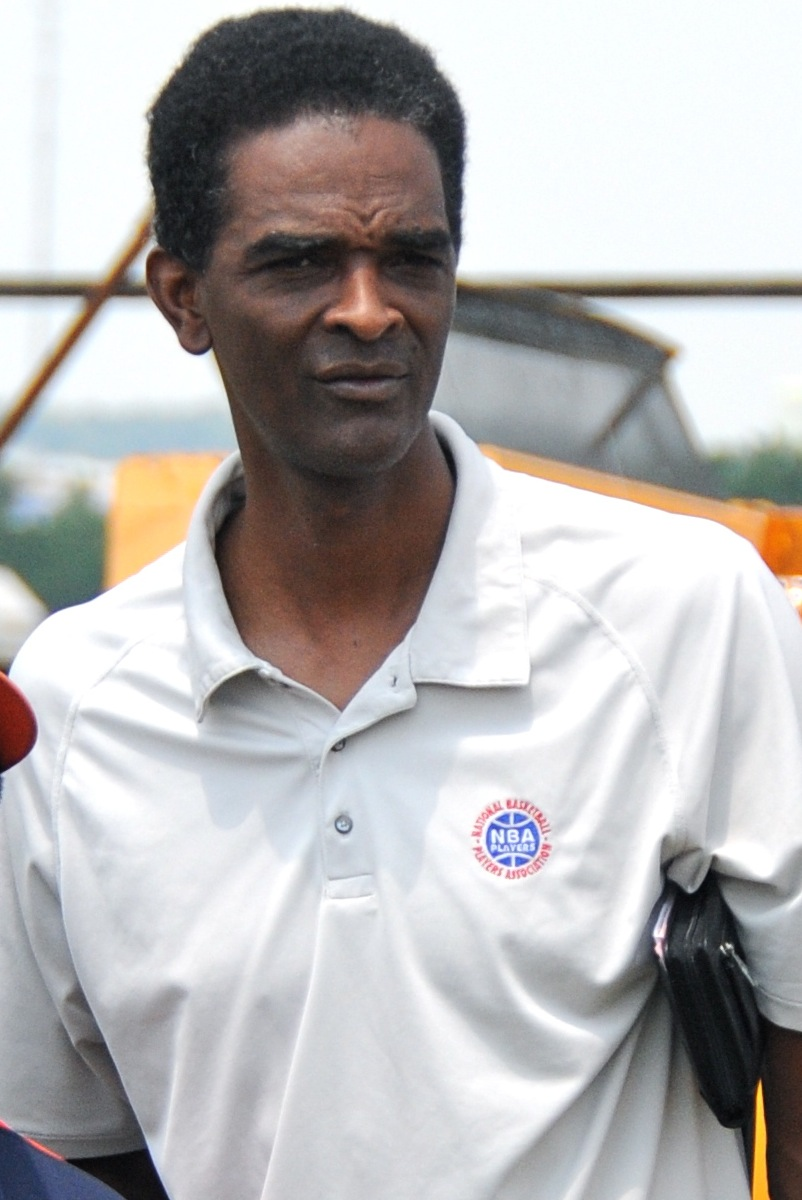
Ralph Sampson est nommé dans la All-Rookie Team en 1983-1984.

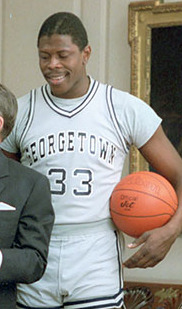
Patrick Ewing est nommé dans la All-Rookie Team en 1985-1986.

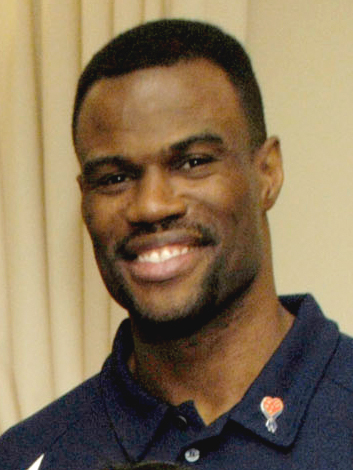
David Robinson est nommé dans la All-Rookie First Team en 1989-1990.

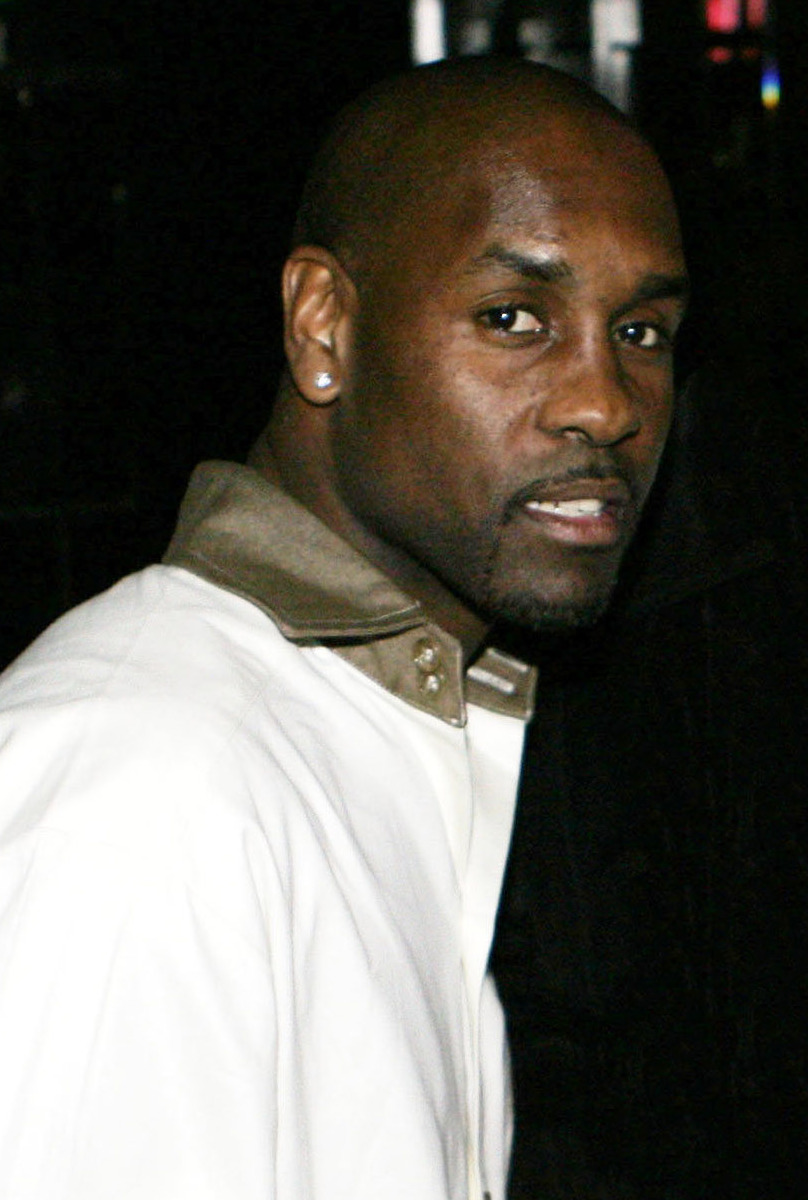
Gary Payton est nommé dans la Second Team en 1990-1991.

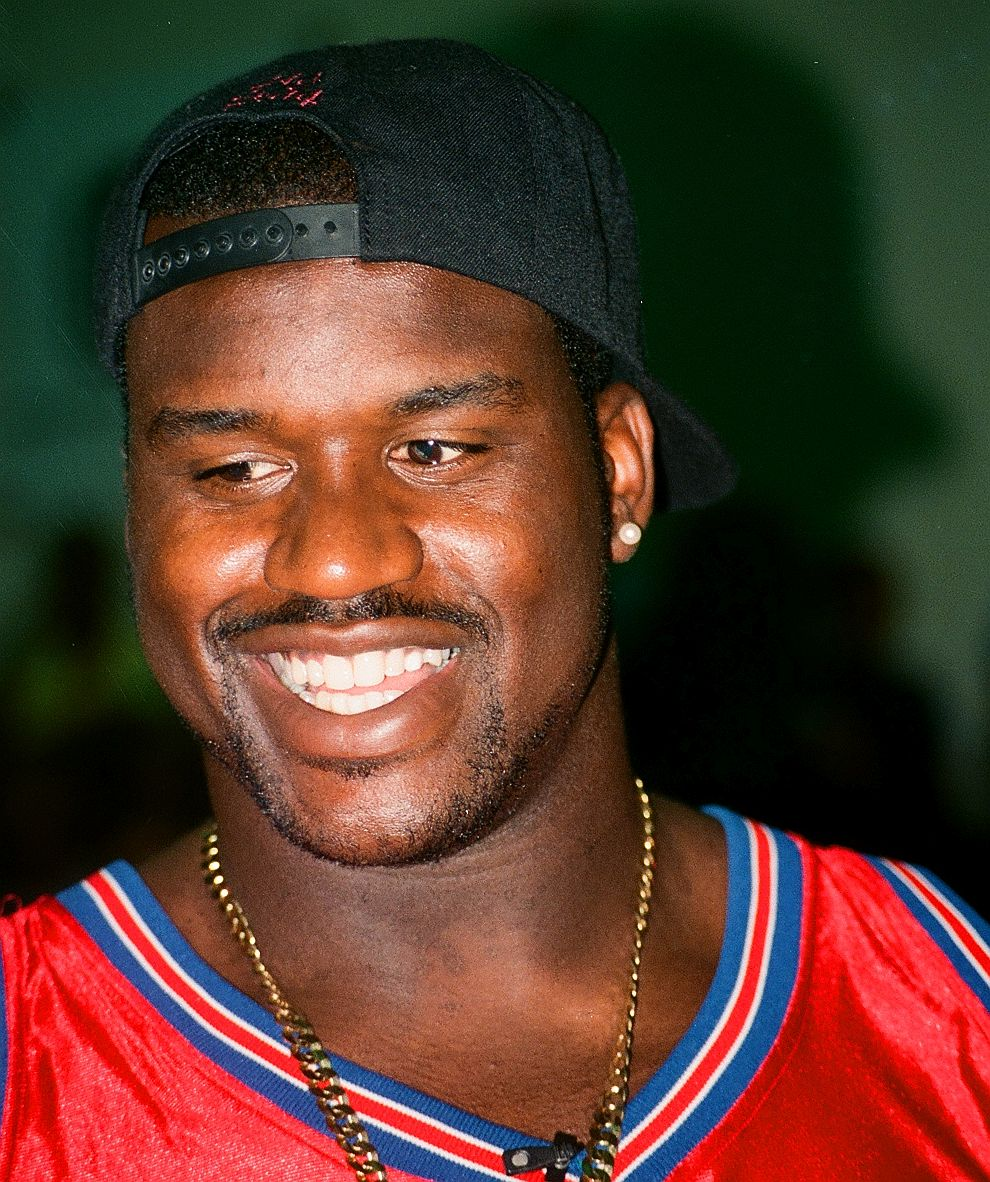
Shaquille O'Neal est nommé dans la All-Rookie First Team en 1992-1993.

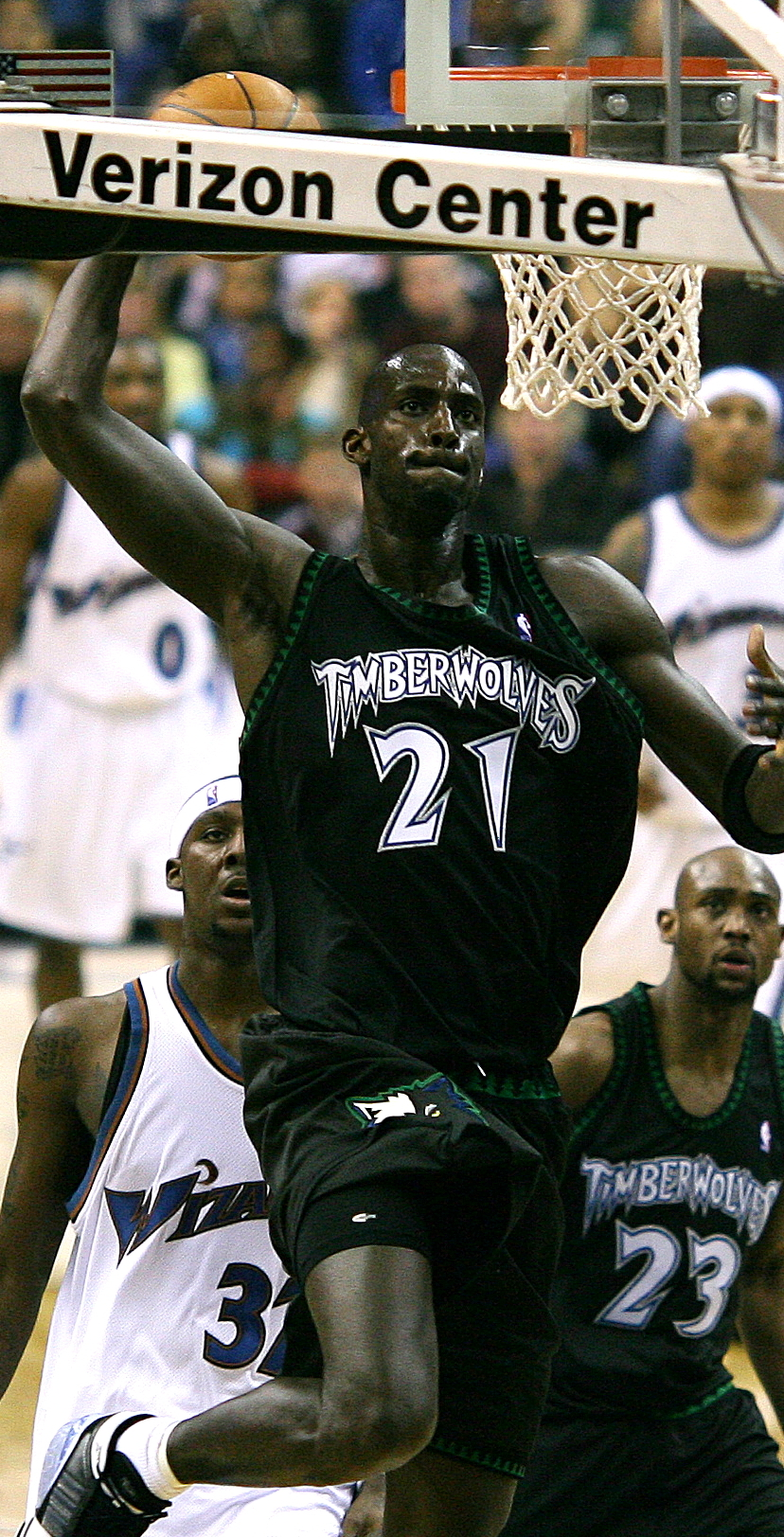
Kevin Garnett est nommé dans la All-Rookie Second Team en 1995-1996.

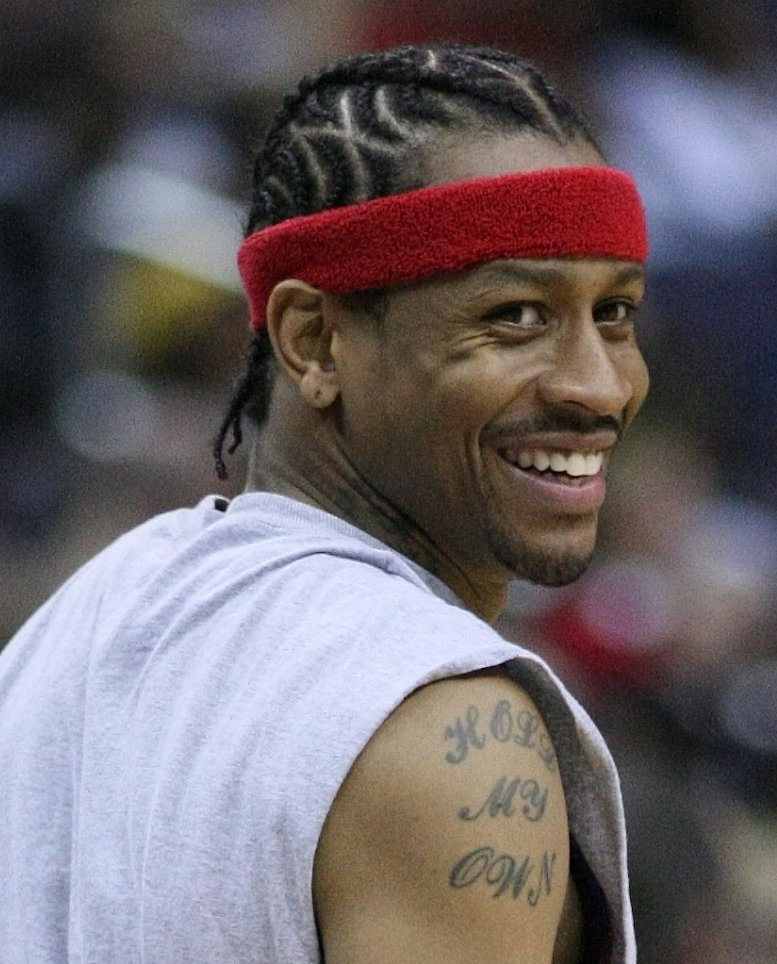
Allen Iverson est nommé dans la First Team en 1996-1997.

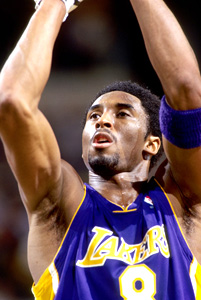
Kobe Bryant est nommé dans la All-Rookie Second Team en 1996-1997.

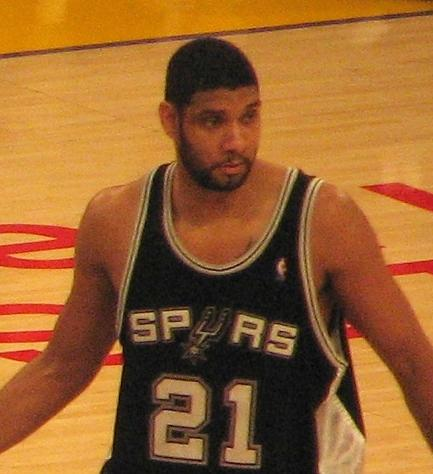
Tim Duncan est nommé dans la First Team en 1997-1998.

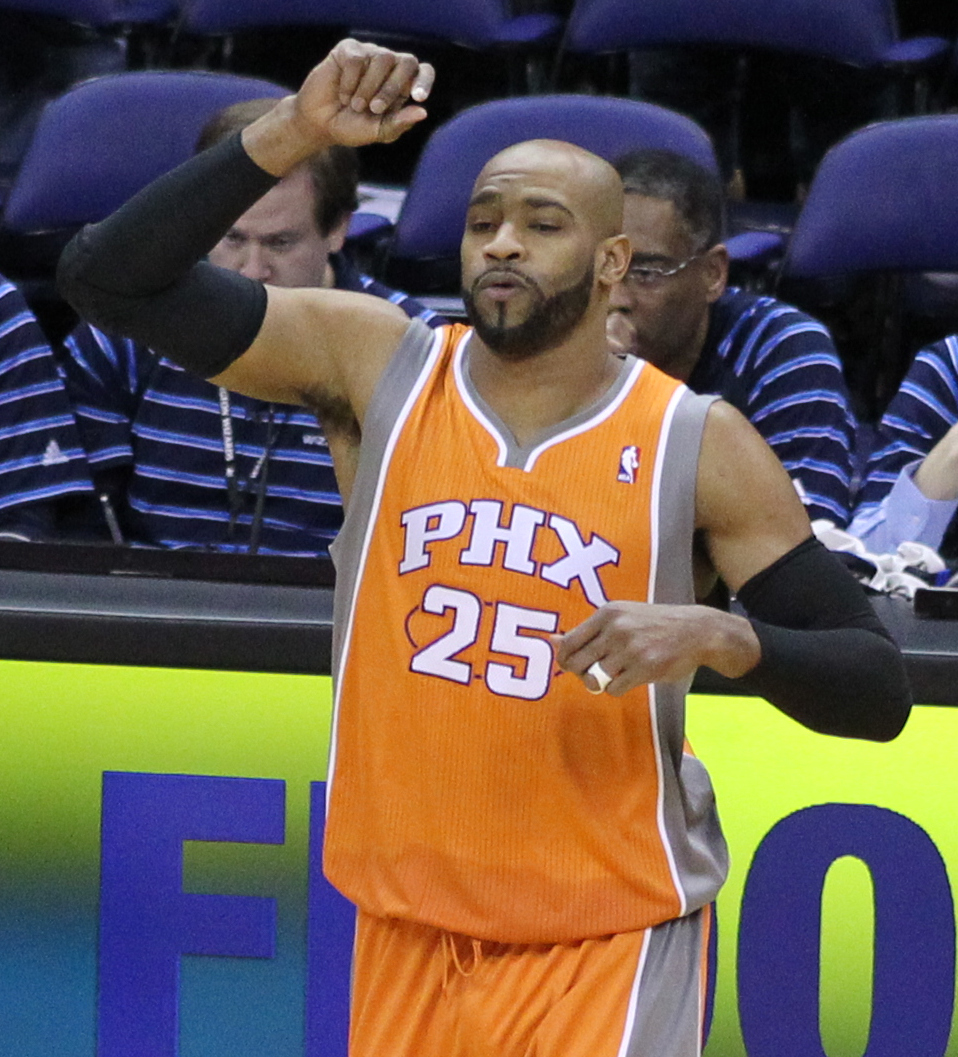
Vince Carter est nommé dans la First Team en 1998-1999.

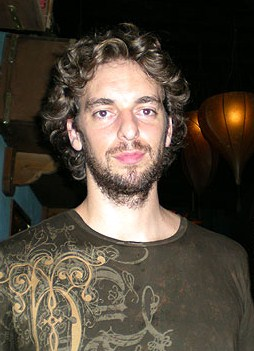
Pau Gasol est nommé dans la First Team en 2000-2001.

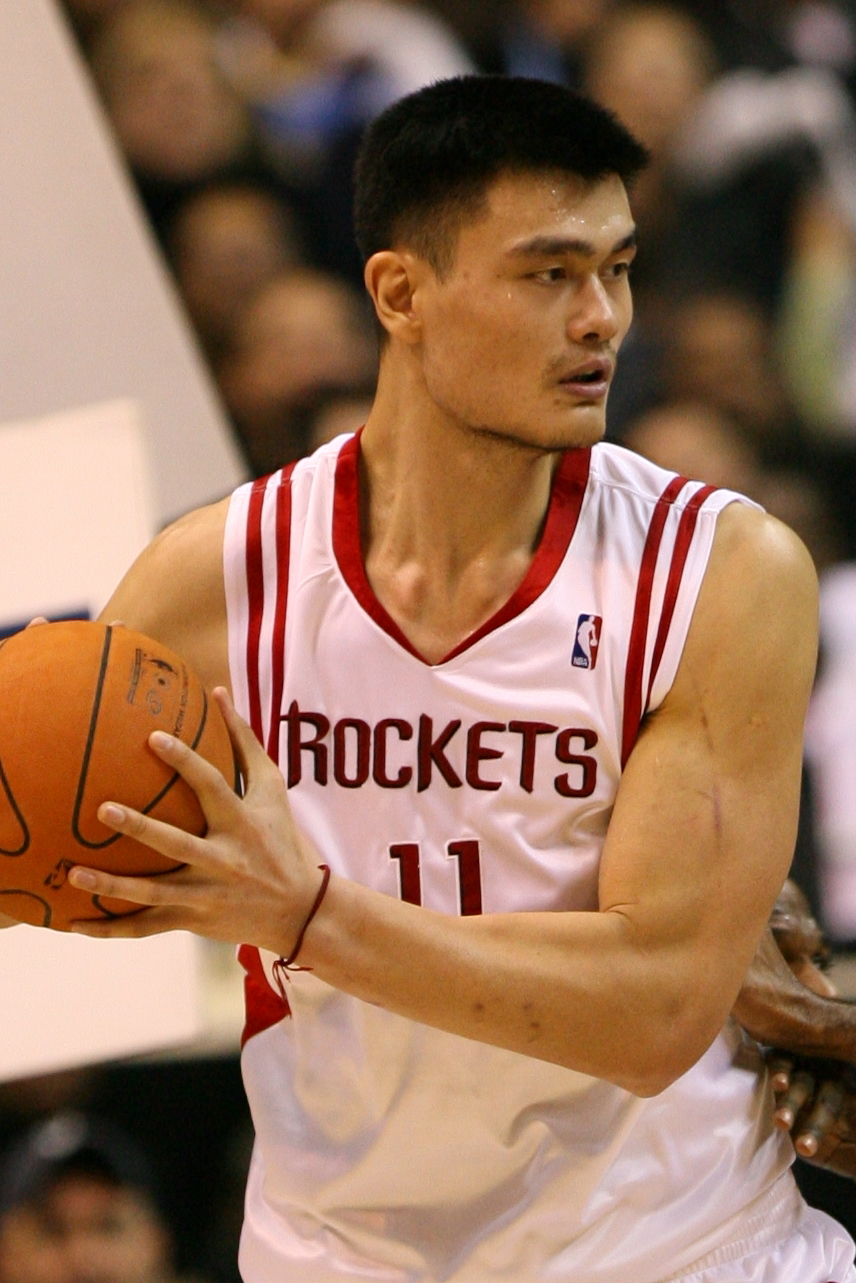
Yao Ming est nommé dans la First Team en 2002-2003.

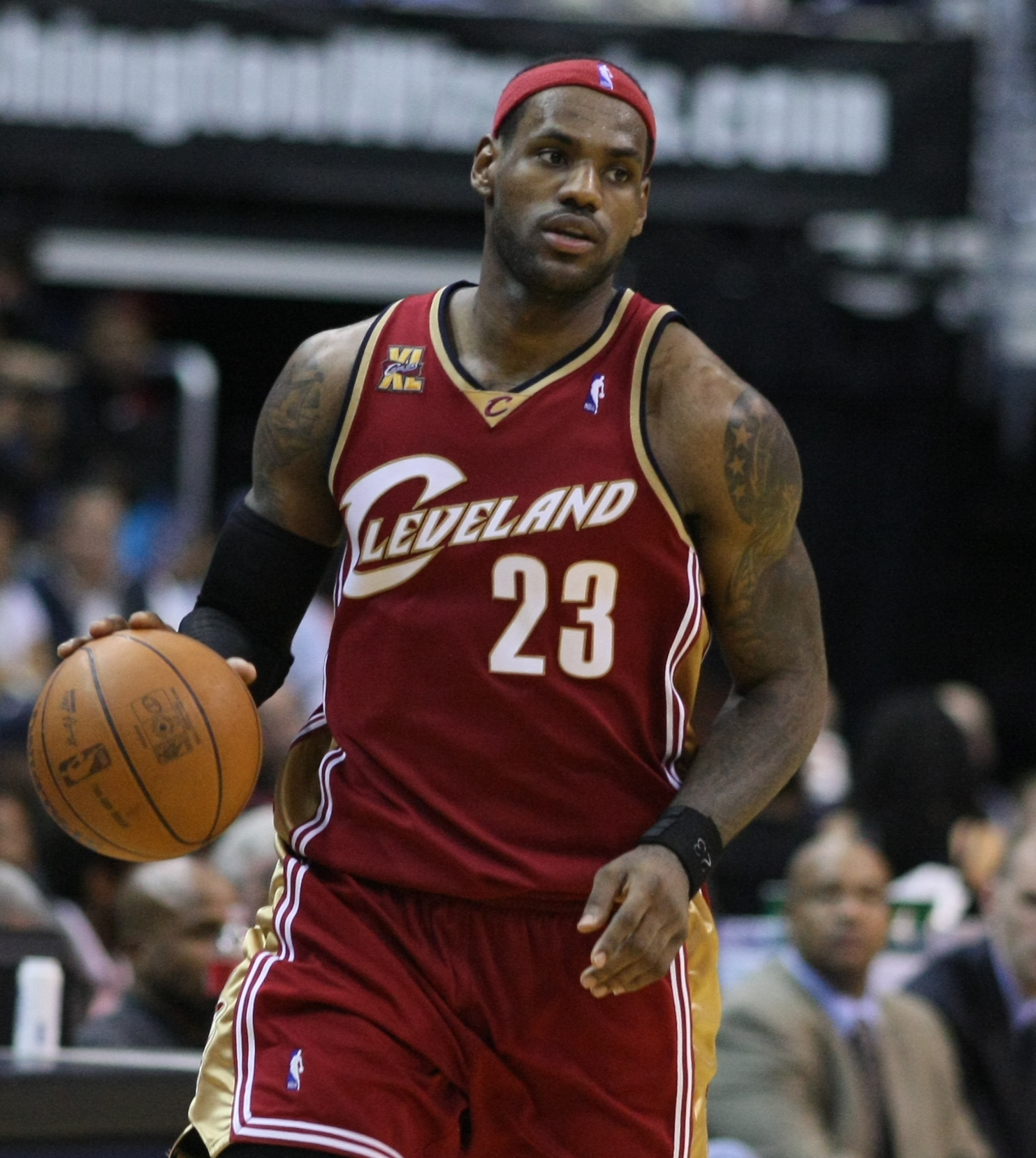
LeBron James est nommé dans la First Team en 2003-2004.

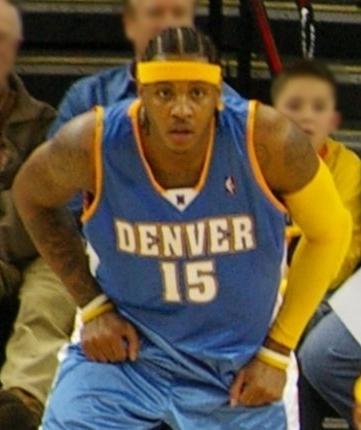
Carmelo Anthony est nommé dans la First Team en 2003-2004.

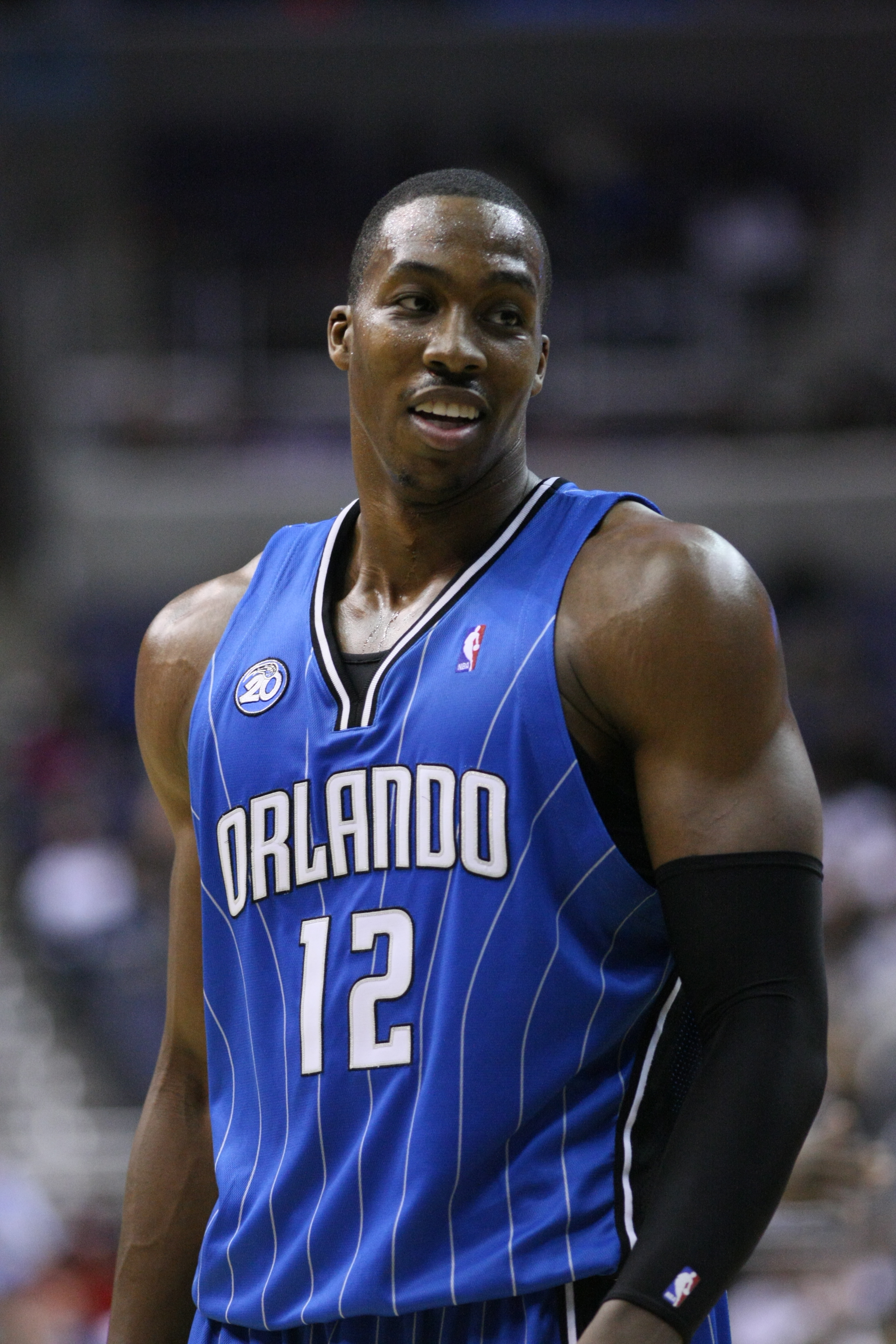
Dwight Howard est nommé dans la First Team en 2004-2005.

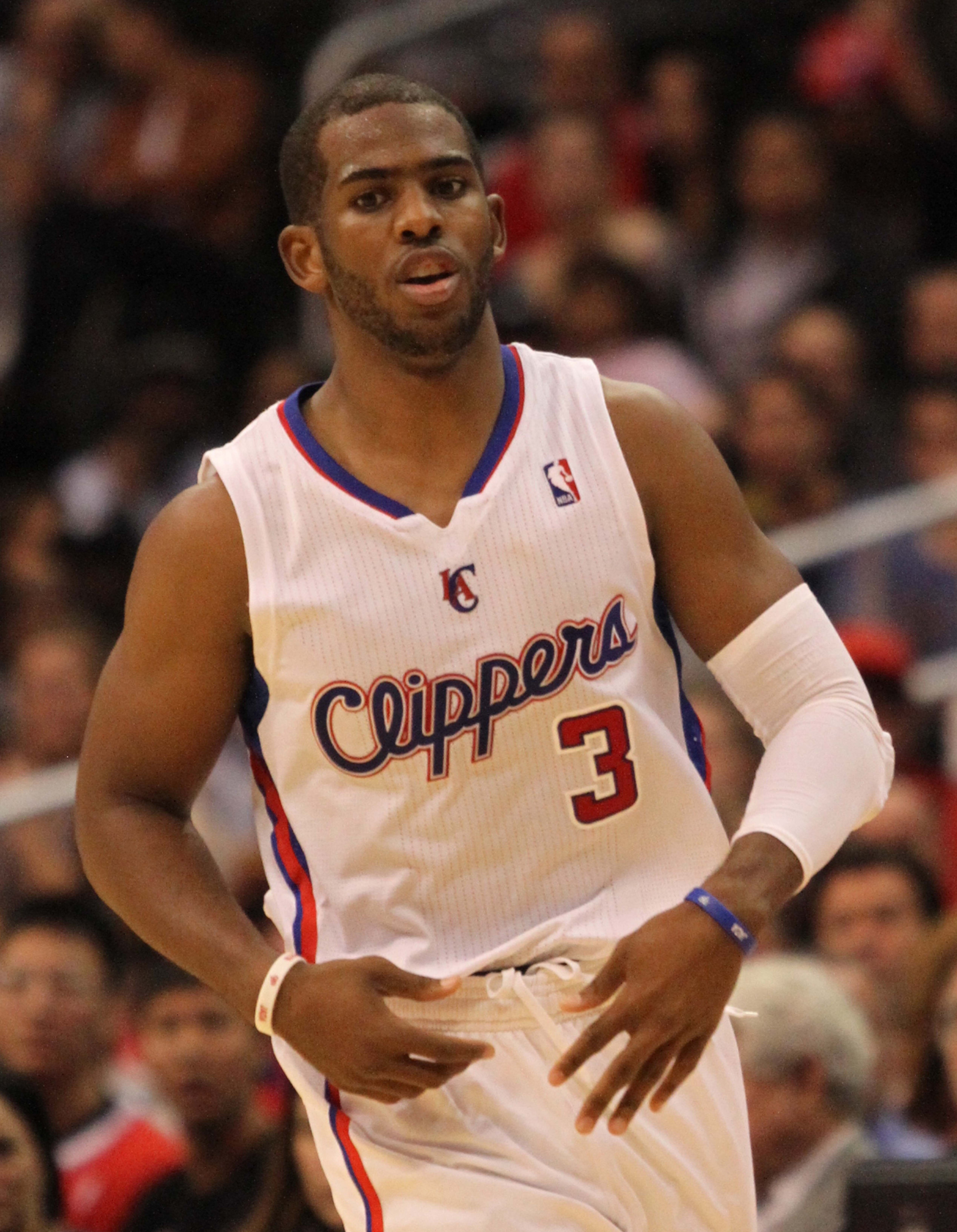
Chris Paul est nommé dans la First Team en 2005-2006.

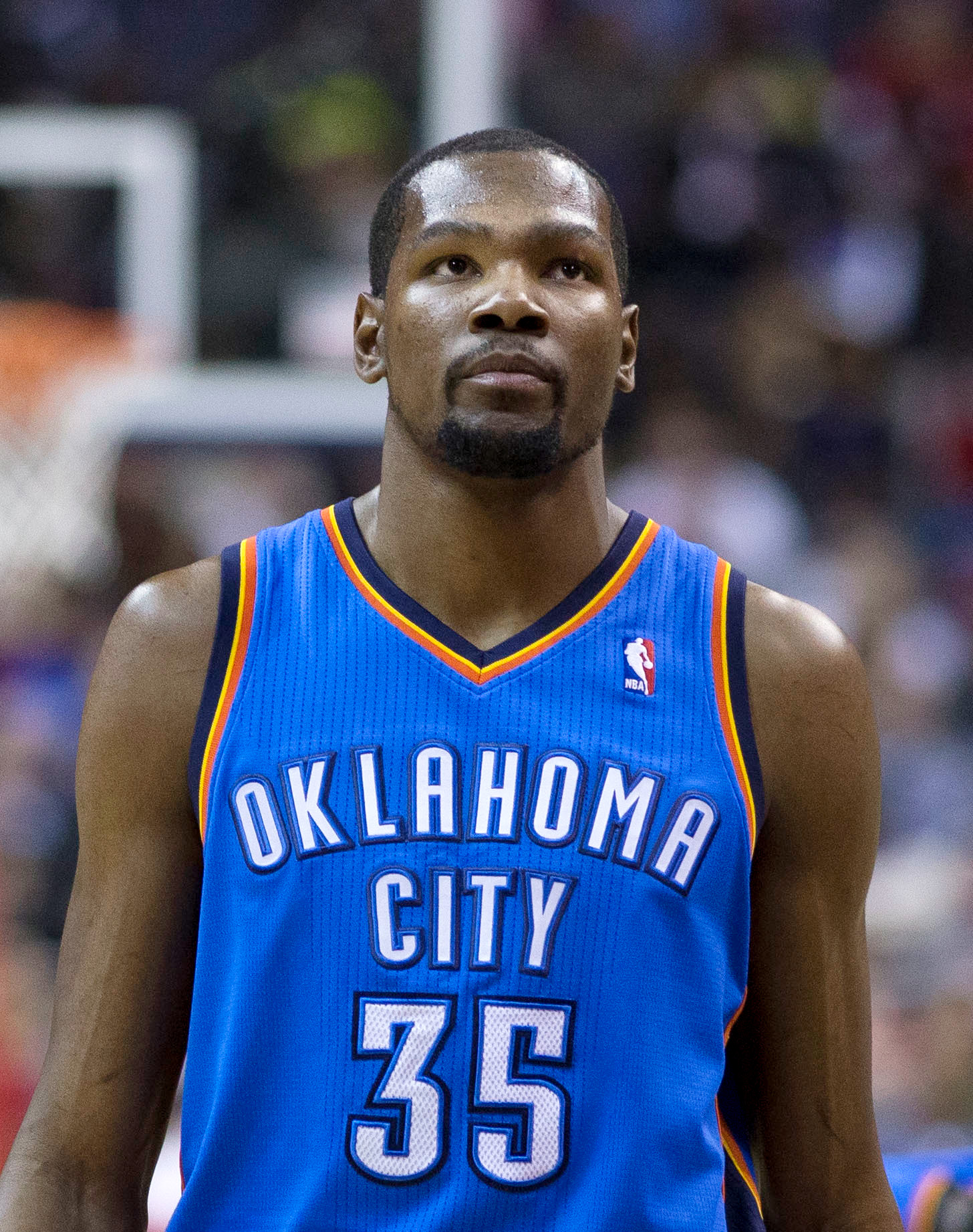
Kevin Durant est nommé dans la First Team en 2007-2008.

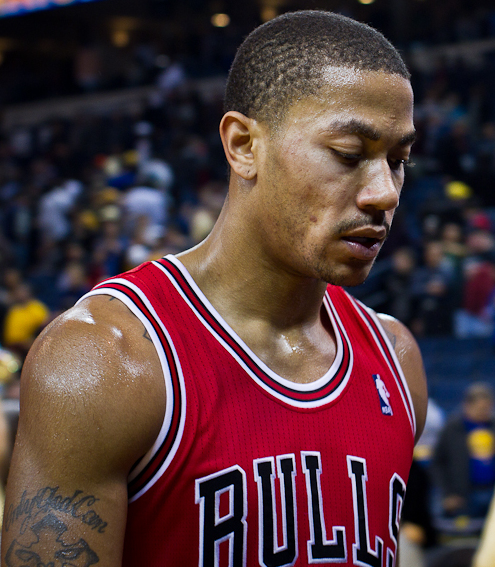
Derrick Rose est nommé dans la First Team en 2008-2009.

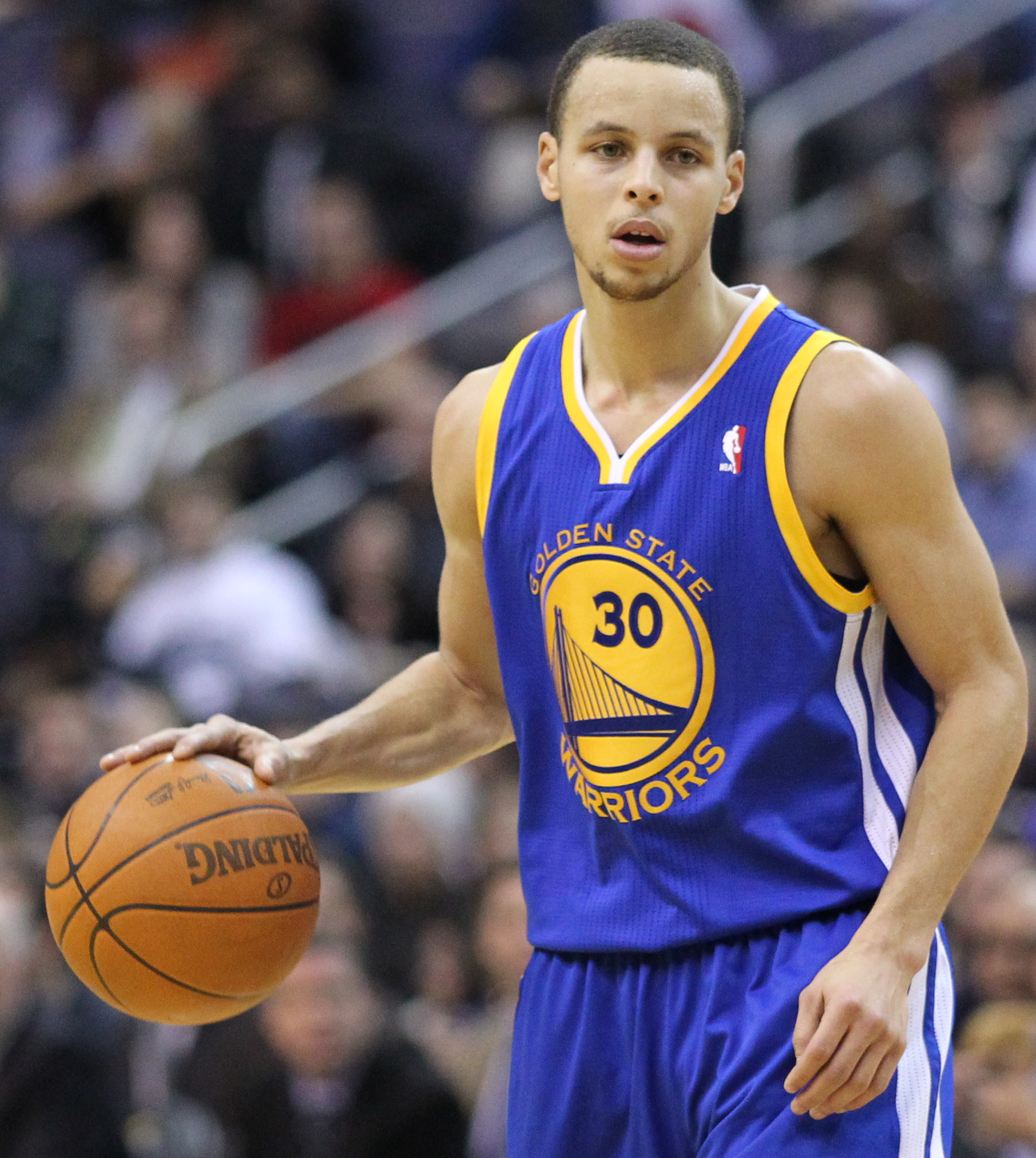
Stephen Curry est nommé dans la First Team en 2009-2010.

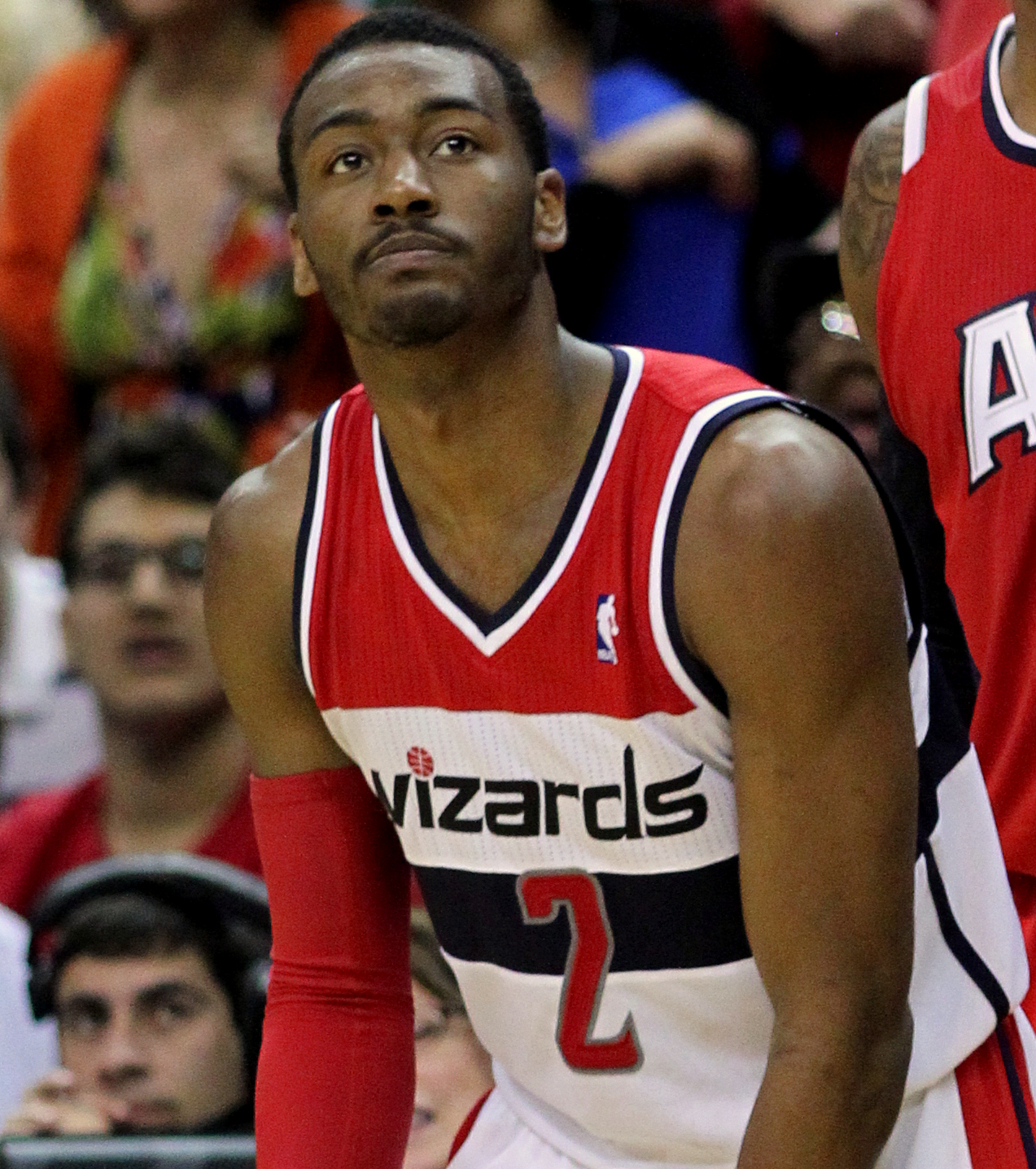
John Wall est nommé dans la First Team en 2010-2011.

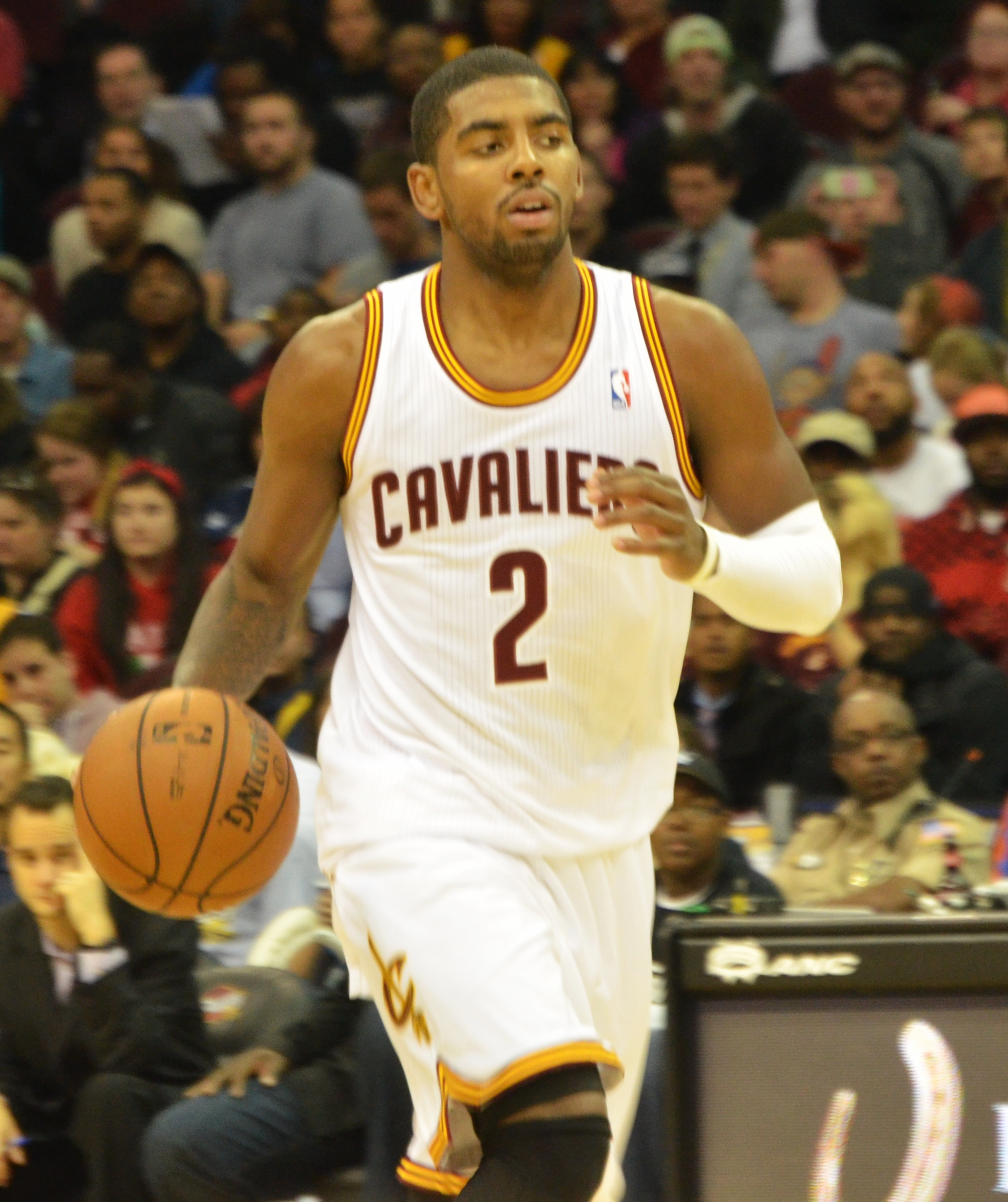
Kyrie Irving est nommé dans la First Team en 2011-2012.

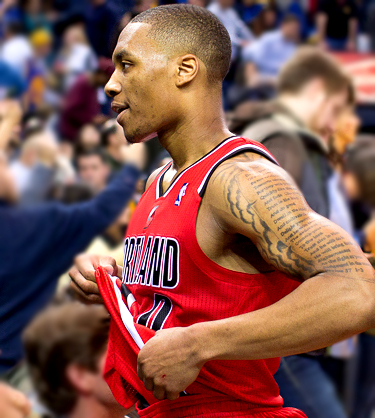
Damian Lillard est nommé dans la First Team en 2012-2013.

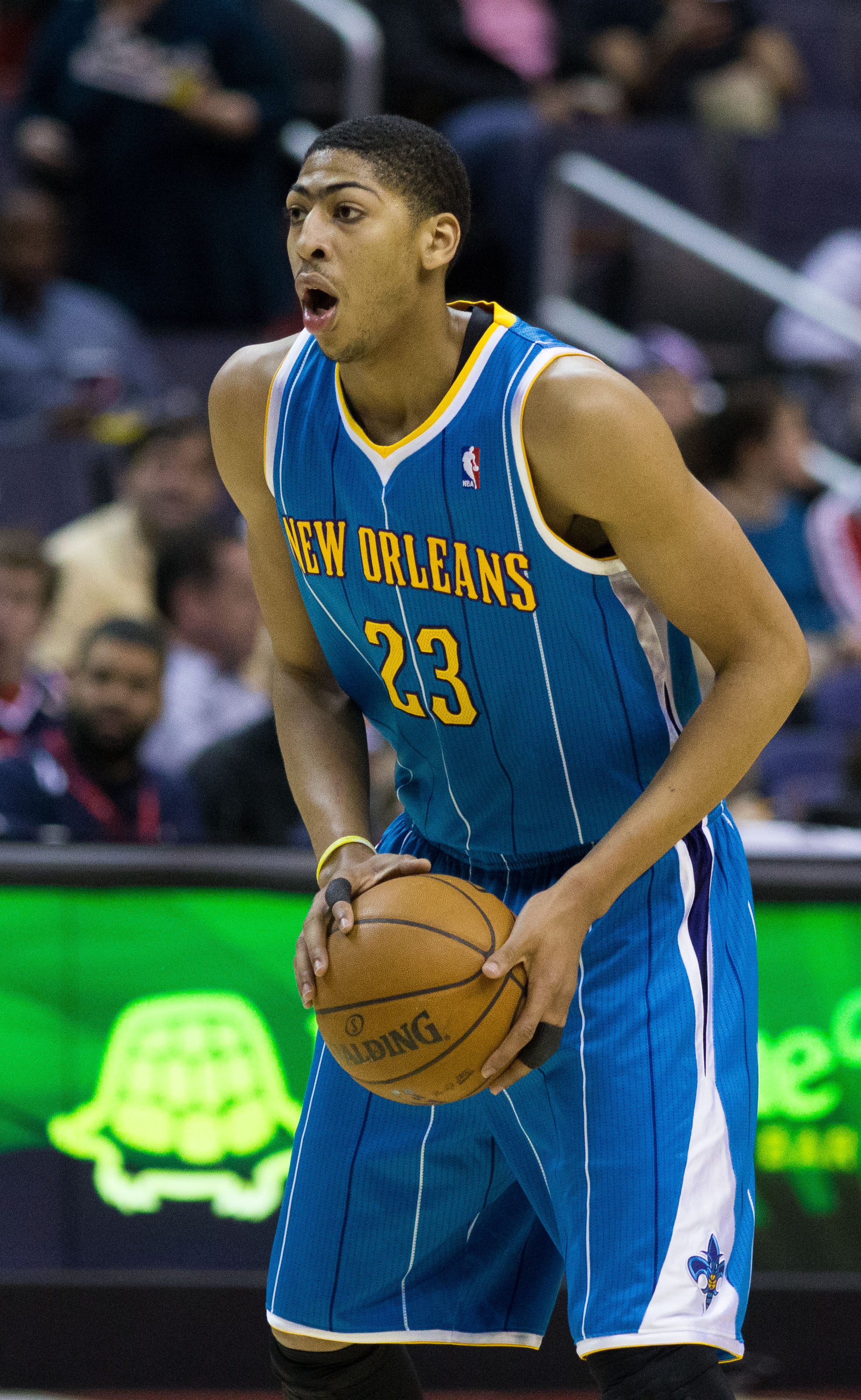
Anthony Davis est nommé dans la First Team en 2012-2013.

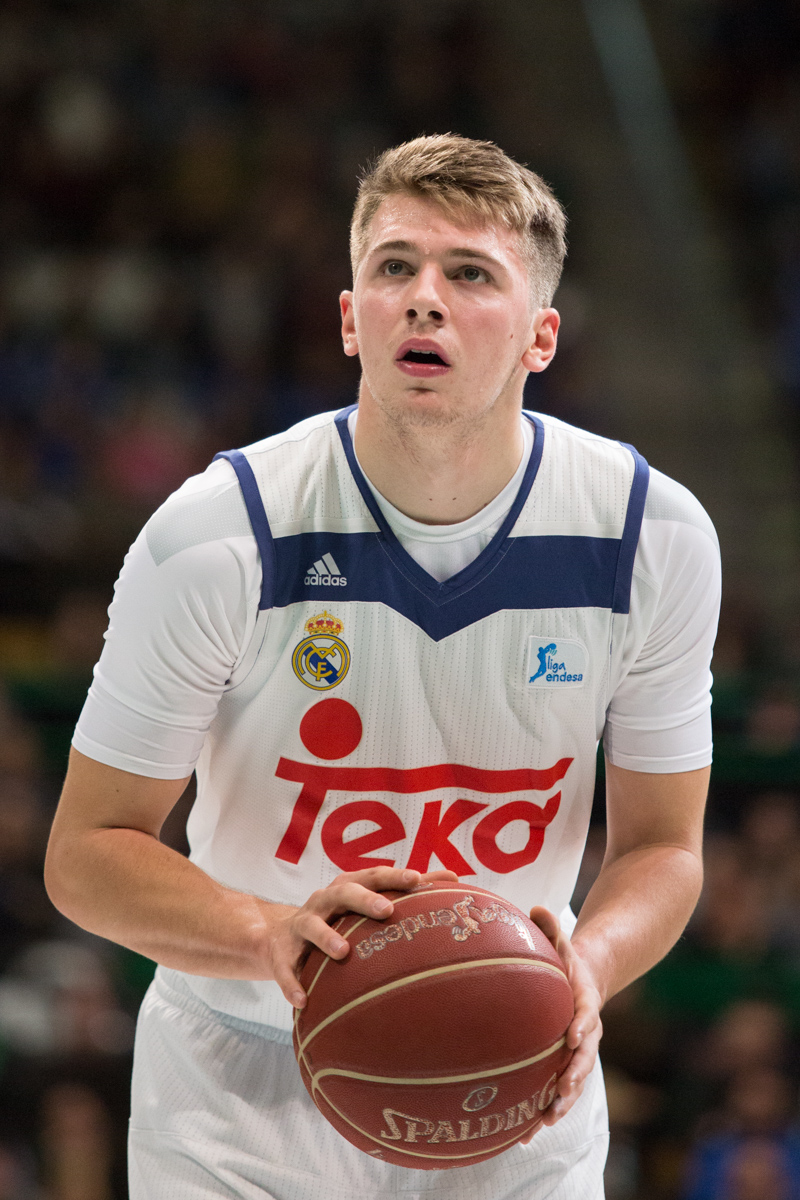
Luka Dončić est nommé dans la First Team en 2018-2019.

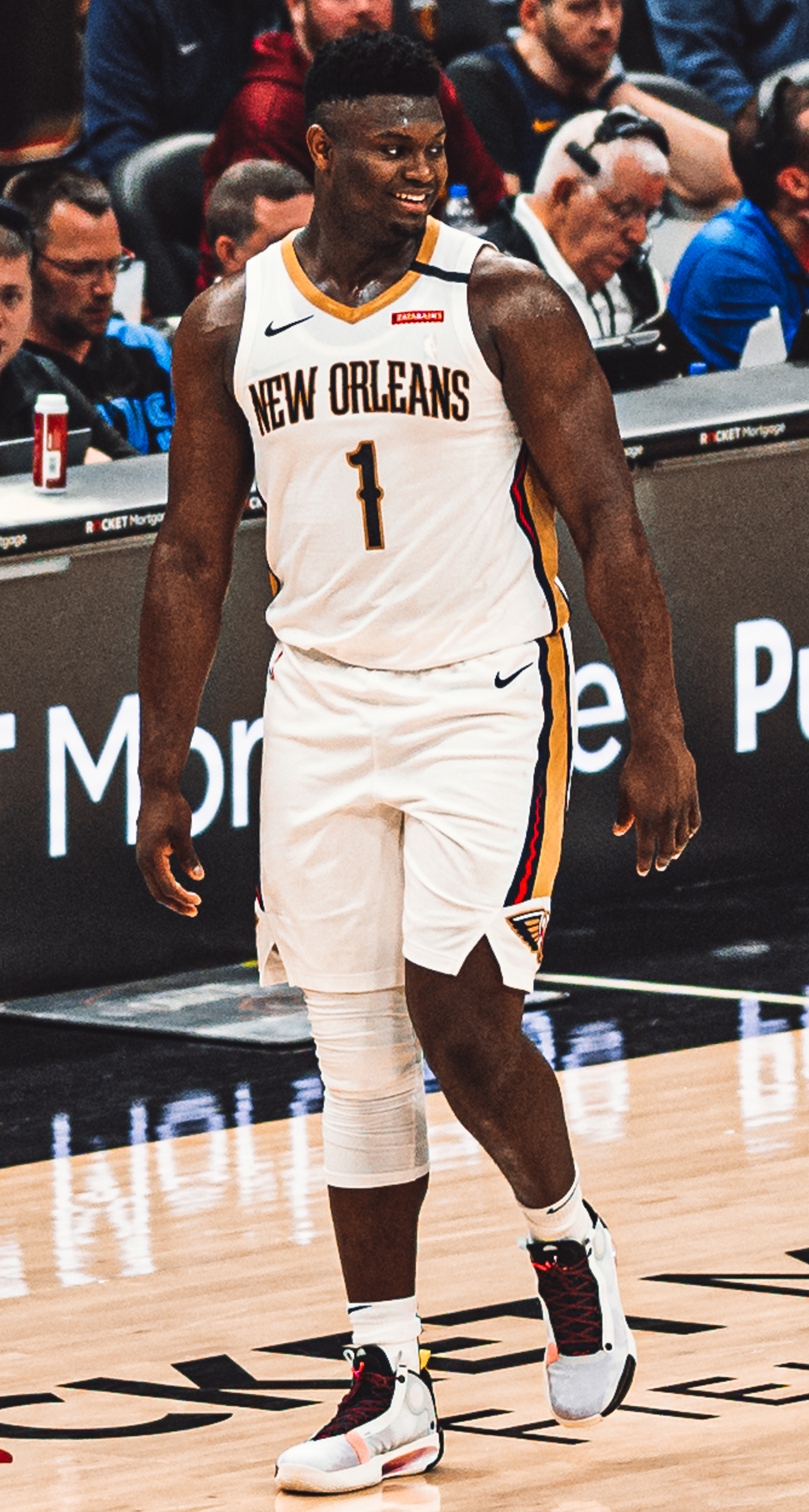
Zion Williamson est nommé dans la First Team en 2019-2020.

| ^                    | Joueurs toujours en activité en NBA                                       |
| *                    | Joueur intronisé au Basketball Hall of Fame en tant que joueur            |
| Joueur (en gras)     | Indique les joueurs ayant remporté le titre de NBA Rookie of the Year     |
| Joueur (en italique) | Indique les joueurs qui ont été sélectionnés en premier choix de la draft |

| Saison    |                               |                                   |                                  |                                 |
| Saison    | First Team                    | First Team                        | Second Team                      | Second Team                     |
| Saison    | Players                       | Équipes                           | Players                          | Équipes                         |
| --------- | ----------------------------- | --------------------------------- | -------------------------------- | ------------------------------- |
| 1962-1963 | Terry Dischinger              | Zephyrs de Chicago                | Pas de Second Team               | Pas de Second Team              |
| 1962-1963 | Chet Walker*                  | Syracuse Nationals                | Pas de Second Team               | Pas de Second Team              |
| 1962-1963 | Zelmo Beaty*                  | Hawks de St. Louis                | Pas de Second Team               | Pas de Second Team              |
| 1962-1963 | John Havlicek*                | Celtics de Boston                 | Pas de Second Team               | Pas de Second Team              |
| 1962-1963 | Dave DeBusschere*             | Pistons de Détroit                | Pas de Second Team               | Pas de Second Team              |
| 1963-1964 | Jerry Lucas*                  | Royals de Cincinnati              | Pas de Second Team               | Pas de Second Team              |
| 1963-1964 | Gus Johnson*                  | Bullets de Baltimore              | Pas de Second Team               | Pas de Second Team              |
| 1963-1964 | Nate Thurmond*                | Warriors de San Francisco         | Pas de Second Team               | Pas de Second Team              |
| 1963-1964 | Art Heyman                    | Knicks de New York                | Pas de Second Team               | Pas de Second Team              |
| 1963-1964 | Rod Thorn                     | Bullets de Baltimore              | Pas de Second Team               | Pas de Second Team              |
| 1964-1965 | Willis Reed*                  | Knicks de New York                | Pas de Second Team               | Pas de Second Team              |
| 1964-1965 | Jim Barnes                    | Knicks de New York                | Pas de Second Team               | Pas de Second Team              |
| 1964-1965 | Howard Komives                | Knicks de New York                | Pas de Second Team               | Pas de Second Team              |
| 1964-1965 | Lucious Jackson               | Sixers de Philadelphie            | Pas de Second Team               | Pas de Second Team              |
| 1964-1965 | Wali Jones (ex æquo)          | Bullets de Baltimore              | Pas de Second Team               | Pas de Second Team              |
| 1964-1965 | Joe Caldwell (ex æquo)        | Pistons de Détroit                | Pas de Second Team               | Pas de Second Team              |
| 1965-1966 | Rick Barry*                   | Warriors de San Francisco         | Pas Second Team                  | Pas Second Team                 |
| 1965-1966 | Billy Cunningham*             | Sixers de Philadelphie            | Pas Second Team                  | Pas Second Team                 |
| 1965-1966 | Tom Van Arsdale               | Pistons de Détroit                | Pas Second Team                  | Pas Second Team                 |
| 1965-1966 | Dick Van Arsdale              | Knicks de New York                | Pas Second Team                  | Pas Second Team                 |
| 1965-1966 | Fred Hetzel                   | Warriors de San Francisco         | Pas Second Team                  | Pas Second Team                 |
| 1966-1967 | Lou Hudson*                   | Hawks de St. Louis                | Pas de Second Team               | Pas de Second Team              |
| 1966-1967 | Jack Marin                    | Bullets de Baltimore              | Pas de Second Team               | Pas de Second Team              |
| 1966-1967 | Erwin Mueller                 | Bulls de Chicago                  | Pas de Second Team               | Pas de Second Team              |
| 1966-1967 | Cazzie Russell                | Knicks de New York                | Pas de Second Team               | Pas de Second Team              |
| 1966-1967 | Dave Bing*                    | Pistons de Détroit                | Pas de Second Team               | Pas de Second Team              |
| 1967-1968 | Earl Monroe*                  | Bullets de Baltimore              | Pas de Second Team               | Pas de Second Team              |
| 1967-1968 | Bob Rule                      | SuperSonics de Seattle            | Pas de Second Team               | Pas de Second Team              |
| 1967-1968 | Walt Frazier*                 | Knicks de New York                | Pas de Second Team               | Pas de Second Team              |
| 1967-1968 | Al Tucker                     | SuperSonics de Seattle            | Pas de Second Team               | Pas de Second Team              |
| 1967-1968 | Phil Jackson                  | Knicks de New York                | Pas de Second Team               | Pas de Second Team              |
| 1968-1969 | Wes Unseld*                   | Bullets de Baltimore              | Pas de Second Team               | Pas de Second Team              |
| 1968-1969 | Elvin Hayes*                  | Rockets de San Diego              | Pas de Second Team               | Pas de Second Team              |
| 1968-1969 | Bill Hewitt                   | Lakers de Los Angeles             | Pas de Second Team               | Pas de Second Team              |
| 1968-1969 | Art Harris                    | SuperSonics de Seattle            | Pas de Second Team               | Pas de Second Team              |
| 1968-1969 | Gary Gregor                   | Suns de Phoenix                   | Pas de Second Team               | Pas de Second Team              |
| 1969-1970 | Lew Alcindor*[a]              | Bucks de Milwaukee                | Pas de Second Team               | Pas de Second Team              |
| 1969-1970 | Bob Dandridge*                | Bucks de Milwaukee                | Pas de Second Team               | Pas de Second Team              |
| 1969-1970 | Jo Jo White*                  | Celtics de Boston                 | Pas de Second Team               | Pas de Second Team              |
| 1969-1970 | Mike Davis                    | Bullets de Baltimore              | Pas de Second Team               | Pas de Second Team              |
| 1969-1970 | Dick Garrett                  | Lakers de Los Angeles             | Pas de Second Team               | Pas de Second Team              |
| 1970-1971 | Geoff Petrie                  | Trail Blazers de Portland         | Pas de Second Team               | Pas de Second Team              |
| 1970-1971 | Dave Cowens*                  | Celtics de Boston                 | Pas de Second Team               | Pas de Second Team              |
| 1970-1971 | Pete Maravich*                | Hawks d'Atlanta                   | Pas de Second Team               | Pas de Second Team              |
| 1970-1971 | Calvin Murphy*                | Rockets de San Diego              | Pas de Second Team               | Pas de Second Team              |
| 1970-1971 | Bob Lanier*                   | Pistons de Détroit                | Pas de Second Team               | Pas de Second Team              |
| 1971-1972 | Elmore Smith                  | Braves de Buffalo                 | Pas de Second Team               | Pas de Second Team              |
| 1971-1972 | Sidney Wicks                  | Trail Blazers de Portland         | Pas de Second Team               | Pas de Second Team              |
| 1971-1972 | Austin Carr                   | Cavaliers de Cleveland            | Pas de Second Team               | Pas de Second Team              |
| 1971-1972 | Phil Chenier                  | Bullets de Baltimore              | Pas de Second Team               | Pas de Second Team              |
| 1971-1972 | Clifford Ray                  | Bulls de Chicago                  | Pas de Second Team               | Pas de Second Team              |
| 1972-1973 | Bob McAdoo*                   | Braves de Buffalo                 | Pas de Second Team               | Pas de Second Team              |
| 1972-1973 | Lloyd Neal                    | Trail Blazers de Portland         | Pas de Second Team               | Pas de Second Team              |
| 1972-1973 | Fred Boyd                     | Sixers de Philadelphie            | Pas de Second Team               | Pas de Second Team              |
| 1972-1973 | Dwight Davis                  | Cavaliers de Cleveland            | Pas de Second Team               | Pas de Second Team              |
| 1972-1973 | Jim Price                     | Lakers de Los Angeles             | Pas de Second Team               | Pas de Second Team              |
| 1973-1974 | Ernie DiGregorio              | Braves de Buffalo                 | Pas de Second Team               | Pas de Second Team              |
| 1973-1974 | Ron Behagen                   | Kings de Kansas City-Omaha        | Pas de Second Team               | Pas de Second Team              |
| 1973-1974 | Mike Bantom                   | Suns de Phoenix                   | Pas de Second Team               | Pas de Second Team              |
| 1973-1974 | John Brown                    | Hawks d'Atlanta                   | Pas de Second Team               | Pas de Second Team              |
| 1973-1974 | Nick Weatherspoon             | Capital Bullets                   | Pas de Second Team               | Pas de Second Team              |
| 1974-1975 | Jamaal Wilkes*                | Warriors de Golden State          | Pas de Second Team               | Pas de Second Team              |
| 1974-1975 | John Drew                     | Hawks d'Atlanta                   | Pas de Second Team               | Pas de Second Team              |
| 1974-1975 | Scott Wedman                  | Kings de Kansas City-Omaha        | Pas de Second Team               | Pas de Second Team              |
| 1974-1975 | Tommy Burleson                | SuperSonics de Seattle            | Pas de Second Team               | Pas de Second Team              |
| 1974-1975 | Brian Winters                 | Lakers de Los Angeles             | Pas de Second Team               | Pas de Second Team              |
| 1975-1976 | Alvan Adams                   | Suns de Phoenix                   | Pas de Second Team               | Pas de Second Team              |
| 1975-1976 | Gus Williams                  | Warriors de Golden State          | Pas de Second Team               | Pas de Second Team              |
| 1975-1976 | Joe Meriweather               | Rockets de Houston                | Pas de Second Team               | Pas de Second Team              |
| 1975-1976 | John Shumate                  | Braves de Buffalo                 | Pas de Second Team               | Pas de Second Team              |
| 1975-1976 | Lionel Hollins                | Trail Blazers de Portland         | Pas de Second Team               | Pas de Second Team              |
| 1976-1977 | Adrian Dantley*               | Braves de Buffalo                 | Pas de Second Team               | Pas de Second Team              |
| 1976-1977 | Scott May                     | Bulls de Chicago                  | Pas de Second Team               | Pas de Second Team              |
| 1976-1977 | Mitch Kupchak                 | Bullets de Washington             | Pas de Second Team               | Pas de Second Team              |
| 1976-1977 | John Lucas                    | Rockets de Houston                | Pas de Second Team               | Pas de Second Team              |
| 1976-1977 | Ron Lee                       | Suns de Phoenix                   | Pas de Second Team               | Pas de Second Team              |
| 1977-1978 | Walter Davis*                 | Suns de Phoenix                   | Pas de Second Team               | Pas de Second Team              |
| 1977-1978 | Marques Johnson               | Bucks de Milwaukee                | Pas de Second Team               | Pas de Second Team              |
| 1977-1978 | Bernard King*                 | Nets du New Jersey                | Pas de Second Team               | Pas de Second Team              |
| 1977-1978 | Jack Sikma*                   | SuperSonics de Seattle            | Pas de Second Team               | Pas de Second Team              |
| 1977-1978 | Norm Nixon                    | Lakers de Los Angeles             | Pas de Second Team               | Pas de Second Team              |
| 1978-1979 | Phil Ford                     | Kings de Kansas City              | Pas de Second Team               | Pas de Second Team              |
| 1978-1979 | Mychal Thompson[c]            | Trail Blazers de Portland         | Pas de Second Team               | Pas de Second Team              |
| 1978-1979 | Ron Brewer                    | Trail Blazers de Portland         | Pas de Second Team               | Pas de Second Team              |
| 1978-1979 | Reggie Theus                  | Bulls de Chicago                  | Pas de Second Team               | Pas de Second Team              |
| 1978-1979 | Terry Tyler                   | Pistons de Détroit                | Pas de Second Team               | Pas de Second Team              |
| 1979-1980 | Larry Bird*                   | Celtics de Boston                 | Pas de Second Team               | Pas de Second Team              |
| 1979-1980 | Magic Johnson*                | Lakers de Los Angeles             | Pas de Second Team               | Pas de Second Team              |
| 1979-1980 | Bill Cartwright               | Knicks de New York                | Pas de Second Team               | Pas de Second Team              |
| 1979-1980 | Calvin Natt                   | Trail Blazers de Portland         | Pas de Second Team               | Pas de Second Team              |
| 1979-1980 | David Greenwood               | Bulls de Chicago                  | Pas de Second Team               | Pas de Second Team              |
| 1980-1981 | Joe Barry Carroll             | Warriors de Golden State          | Pas de Second Team               | Pas de Second Team              |
| 1980-1981 | Darrell Griffith              | Jazz de l'Utah                    | Pas de Second Team               | Pas de Second Team              |
| 1980-1981 | Larry Smith                   | Warriors de Golden State          | Pas de Second Team               | Pas de Second Team              |
| 1980-1981 | Kevin McHale*                 | Celtics de Boston                 | Pas de Second Team               | Pas de Second Team              |
| 1980-1981 | Kelvin Ransey                 | Trail Blazers de Portland         | Pas de Second Team               | Pas de Second Team              |
| 1981-1982 | Kelly Tripucka                | Pistons de Détroit                | Pas de Second Team               | Pas de Second Team              |
| 1981-1982 | Jay Vincent                   | Mavericks de Dallas               | Pas de Second Team               | Pas de Second Team              |
| 1981-1982 | Isiah Thomas*                 | Pistons de Détroit                | Pas de Second Team               | Pas de Second Team              |
| 1981-1982 | Buck Williams                 | Nets du New Jersey                | Pas de Second Team               | Pas de Second Team              |
| 1981-1982 | Jeff Ruland                   | Bullets de Washington             | Pas de Second Team               | Pas de Second Team              |
| 1982-1983 | Terry Cummings                | Clippers de San Diego             | Pas de Second Team               | Pas de Second Team              |
| 1982-1983 | Clark Kellogg                 | Pacers de l'Indiana               | Pas de Second Team               | Pas de Second Team              |
| 1982-1983 | Dominique Wilkins*            | Hawks d'Atlanta                   | Pas de Second Team               | Pas de Second Team              |
| 1982-1983 | James Worthy*                 | Lakers de Los Angeles             | Pas de Second Team               | Pas de Second Team              |
| 1982-1983 | Quintin Dailey                | Bulls de Chicago                  | Pas de Second Team               | Pas de Second Team              |
| 1983-1984 | Ralph Sampson*                | Rockets de Houston                | Pas de Second Team               | Pas de Second Team              |
| 1983-1984 | Steve Stipanovich             | Pacers de l'Indiana               | Pas de Second Team               | Pas de Second Team              |
| 1983-1984 | Byron Scott                   | Lakers de Los Angeles             | Pas de Second Team               | Pas de Second Team              |
| 1983-1984 | Jeff Malone                   | Bullets de Washington             | Pas de Second Team               | Pas de Second Team              |
| 1983-1984 | Thurl Bailey (ex æquo)        | Jazz de l'Utah                    | Pas de Second Team               | Pas de Second Team              |
| 1983-1984 | Darrell Walker (ex æquo)      | Knicks de New York                | Pas de Second Team               | Pas de Second Team              |
| 1984-1985 | Michael Jordan*               | Bulls de Chicago                  | Pas de Second Team               | Pas de Second Team              |
| 1984-1985 | Akeem Olajuwon*[b]            | Rockets de Houston                | Pas de Second Team               | Pas de Second Team              |
| 1984-1985 | Sam Bowie                     | Trail Blazers de Portland         | Pas de Second Team               | Pas de Second Team              |
| 1984-1985 | Charles Barkley*              | Sixers de Philadelphie            | Pas de Second Team               | Pas de Second Team              |
| 1984-1985 | Sam Perkins                   | Mavericks de Dallas               | Pas de Second Team               | Pas de Second Team              |
| 1985-1986 | Xavier McDaniel               | SuperSonics de Seattle            | Pas de Second Team               | Pas de Second Team              |
| 1985-1986 | Patrick Ewing*[e]             | Knicks de New York                | Pas de Second Team               | Pas de Second Team              |
| 1985-1986 | Karl Malone*                  | Jazz de l'Utah                    | Pas de Second Team               | Pas de Second Team              |
| 1985-1986 | Joe Dumars*                   | Pistons de Détroit                | Pas de Second Team               | Pas de Second Team              |
| 1985-1986 | Charles Oakley                | Bulls de Chicago                  | Pas de Second Team               | Pas de Second Team              |
| 1986-1987 | Brad Daugherty                | Cavaliers de Cleveland            | Pas de Second Team               | Pas de Second Team              |
| 1986-1987 | Ron Harper                    | Cavaliers de Cleveland            | Pas de Second Team               | Pas de Second Team              |
| 1986-1987 | Chuck Person                  | Pacers de l'Indiana               | Pas de Second Team               | Pas de Second Team              |
| 1986-1987 | Roy Tarpley                   | Mavericks de Dallas               | Pas de Second Team               | Pas de Second Team              |
| 1986-1987 | John Williams                 | Cavaliers de Cleveland            | Pas de Second Team               | Pas de Second Team              |
| 1987-1988 | Mark Jackson                  | Knicks de New York                | Pas de Second Team               | Pas de Second Team              |
| 1987-1988 | Armen Gilliam                 | Suns de Phoenix                   | Pas de Second Team               | Pas de Second Team              |
| 1987-1988 | Kenny Smith                   | Kings de Sacramento               | Pas de Second Team               | Pas de Second Team              |
| 1987-1988 | Greg Anderson                 | Spurs de San Antonio              | Pas de Second Team               | Pas de Second Team              |
| 1987-1988 | Derrick McKey                 | SuperSonics de Seattle            | Pas de Second Team               | Pas de Second Team              |
| 1988-1989 | Mitch Richmond*               | Warriors de Golden State          | Brian Shaw                       | Celtics de Boston               |
| 1988-1989 | Willie Anderson               | Spurs de San Antonio              | Rex Chapman                      | Hornets de Charlotte            |
| 1988-1989 | Hersey Hawkins                | 76ers de Philadelphie             | Chris Morris                     | Nets du New Jersey              |
| 1988-1989 | Rik Smits                     | Pacers de l'Indiana               | Rod Strickland                   | Knicks de New York              |
| 1988-1989 | Charles Smith                 | Clippers de Los Angeles           | Kevin Edwards                    | Heat de Miami                   |
| 1989-1990 | David Robinson*               | Spurs de San Antonio              | J.R. Reid                        | Hornets de Charlotte            |
| 1989-1990 | Tim Hardaway*                 | Warriors de Golden State          | Sean Elliott                     | Spurs de San Antonio            |
| 1989-1990 | Vlade Divac*[f]               | Lakers de Los Angeles             | Stacey King                      | Bulls de Chicago                |
| 1989-1990 | Sherman Douglas               | Heat de Miami                     | Blue Edwards                     | Jazz de l'Utah                  |
| 1989-1990 | Pooh Richardson               | Timberwolves du Minnesota         | Glen Rice                        | Heat de Miami                   |
| 1990-1991 | Kendall Gill                  | Hornets de Charlotte              | Chris Jackson                    | Nuggets de Denver               |
| 1990-1991 | Dennis Scott                  | Magic d'Orlando                   | Gary Payton*                     | SuperSonics de Seattle          |
| 1990-1991 | Dee Brown                     | Celtics de Boston                 | Felton Spencer                   | Timberwolves du Minnesota       |
| 1990-1991 | Lionel Simmons                | Kings de Sacramento               | Travis Mays                      | Kings de Sacramento             |
| 1990-1991 | Derrick Coleman               | Nets du New Jersey                | Willie Burton                    | Heat de Miami                   |
| 1991-1992 | Larry Johnson                 | Hornets de Charlotte              | Rick Fox                         | Celtics de Boston               |
| 1991-1992 | Dikembe Mutombo* [g]          | Nuggets de Denver                 | Terrell Brandon                  | Cavaliers de Cleveland          |
| 1991-1992 | Billy Owens                   | Warriors de Golden State          | Larry Stewart                    | Bullets de Washington           |
| 1991-1992 | Steve Smith                   | Heat de Miami                     | Stanley Roberts                  | Magic d'Orlando                 |
| 1991-1992 | Stacey Augmon                 | Hawks d'Atlanta                   | Mark Macon                       | Nuggets de Denver               |
| 1992-1993 | Shaquille O'Neal*             | Magic d'Orlando                   | Walt Williams                    | Kings de Sacramento             |
| 1992-1993 | Alonzo Mourning*              | Hornets de Charlotte              | Robert Horry                     | Rockets de Houston              |
| 1992-1993 | Christian Laettner            | Timberwolves du Minnesota         | Latrell Sprewell                 | Warriors de Golden State        |
| 1992-1993 | Tom Gugliotta                 | Bullets de Washington             | Clarence Weatherspoon            | 76ers de Philadelphie           |
| 1992-1993 | LaPhonso Ellis                | Nuggets de Denver                 | Richard Dumas                    | Suns de Phoenix                 |
| 1993-1994 | Chris Webber*                 | Warriors de Golden State          | Dino Radja*[h]                   | Celtics de Boston               |
| 1993-1994 | Penny Hardaway                | Magic d'Orlando                   | Nick Van Exel                    | Lakers de Los Angeles           |
| 1993-1994 | Vin Baker                     | Bucks de Milwaukee                | Shawn Bradley                    | 76ers de Philadelphie           |
| 1993-1994 | Jamal Mashburn                | Mavericks de Dallas               | Toni Kukoč*[h]                   | Bulls de Chicago                |
| 1993-1994 | Isaiah Rider                  | Timberwolves du Minnesota         | Lindsey Hunter                   | Pistons de Détroit              |
| 1994-1995 | Jason Kidd*                   | Mavericks de Dallas               | Juwan Howard                     | Bullets de Washington           |
| 1994-1995 | Grant Hill*                   | Pistons de Détroit                | Eric Montross                    | Celtics de Boston               |
| 1994-1995 | Glenn Robinson                | Bucks de Milwaukee                | Wesley Person                    | Suns de Phoenix                 |
| 1994-1995 | Eddie Jones                   | Lakers de Los Angeles             | Jalen Rose                       | Nuggets de Denver               |
| 1994-1995 | Brian Grant                   | Kings de Sacramento               | Donyell Marshall (ex æquo)       | Warriors de Golden State        |
| 1994-1995 | Brian Grant                   | Kings de Sacramento               | Sharone Wright (ex æquo)         | 76ers de Philadelphie           |
| 1995-1996 | Damon Stoudamire              | Raptors de Toronto                | Kevin Garnett*                   | Timberwolves du Minnesota       |
| 1995-1996 | Joe Smith                     | Warriors de Golden State          | Bryant Reeves                    | Grizzlies de Vancouver          |
| 1995-1996 | Jerry Stackhouse              | 76ers de Philadelphie             | Brent Barry                      | Clippers de Los Angeles         |
| 1995-1996 | Antonio McDyess               | Nuggets de Denver                 | Rasheed Wallace                  | Bullets de Washington           |
| 1995-1996 | Arvydas Sabonis (ex æquo)*[i] | Trail Blazers de Portland         | Tyus Edney                       | Kings de Sacramento             |
| 1995-1996 | Michael Finley (ex æquo)      | Suns de Phoenix                   | Tyus Edney                       | Kings de Sacramento             |
| 1996-1997 | Shareef Abdur-Rahim           | Grizzlies de Vancouver            | Kerry Kittles                    | Nets du New Jersey              |
| 1996-1997 | Allen Iverson*                | 76ers de Philadelphie             | Ray Allen*                       | Bucks de Milwaukee              |
| 1996-1997 | Stephon Marbury               | Timberwolves du Minnesota         | Travis Knight                    | Lakers de Los Angeles           |
| 1996-1997 | Marcus Camby                  | Raptors de Toronto                | Kobe Bryant*                     | Lakers de Los Angeles           |
| 1996-1997 | Antoine Walker                | Celtics de Boston                 | Matt Maloney                     | Rockets de Houston              |
| 1997-1998 | Tim Duncan*[j]                | Spurs de San Antonio              | Tim Thomas                       | 76ers de Philadelphie           |
| 1997-1998 | Keith Van Horn                | Nets du New Jersey                | Cedric Henderson                 | Cavaliers de Cleveland          |
| 1997-1998 | Brevin Knight                 | Cavaliers de Cleveland            | Derek Anderson                   | Cavaliers de Cleveland          |
| 1997-1998 | Žydrūnas Ilgauskas [i]        | Cavaliers de Cleveland            | Maurice Taylor                   | Clippers de Los Angeles         |
| 1997-1998 | Ron Mercer                    | Celtics de Boston                 | Bobby Jackson                    | Nuggets de Denver               |
| 1998-1999 | Vince Carter                  | Raptors de Toronto                | Michael Dickerson                | Rockets de Houston              |
| 1998-1999 | Paul Pierce*                  | Celtics de Boston                 | Michael Doleac                   | Magic d'Orlando                 |
| 1998-1999 | Jason Williams                | Kings de Sacramento               | Cuttino Mobley                   | Rockets de Houston              |
| 1998-1999 | Mike Bibby                    | Grizzlies de Vancouver            | Michael Olowokandi[d]            | Clippers de Los Angeles         |
| 1998-1999 | Matt Harpring                 | Magic d'Orlando                   | Antawn Jamison                   | Warriors de Golden State        |
| 1999-2000 | Elton Brand                   | Bulls de Chicago                  | Shawn Marion                     | Suns de Phoenix                 |
| 1999-2000 | Steve Francis                 | Rockets de Houston                | Ron Artest                       | Bulls de Chicago                |
| 1999-2000 | Lamar Odom                    | Clippers de Los Angeles           | James Posey                      | Nuggets de Denver               |
| 1999-2000 | Wally Szczerbiak              | Timberwolves du Minnesota         | Jason Terry                      | Hawks d'Atlanta                 |
| 1999-2000 | Andre Miller                  | Cavaliers de Cleveland            | Chucky Atkins                    | Magic d'Orlando                 |
| 2000-2001 | Mike Miller                   | Grizzlies de Memphis              | Hedo Türkoğlu[k]                 | Magic d'Orlando                 |
| 2000-2001 | Kenyon Martin                 | Nets du New Jersey                | Desmond Mason                    | SuperSonics de Seattle          |
| 2000-2001 | Marc Jackson                  | Warriors de Golden State          | Courtney Alexander               | Mavericks de Dallas             |
| 2000-2001 | Morris Peterson               | Raptors de Toronto                | Marcus Fizer                     | Bulls de Chicago                |
| 2000-2001 | Darius Miles                  | Clippers de Los Angeles           | Chris Mihm                       | Cavaliers de Cleveland          |
| 2001-2002 | Pau Gasol*[l]                 | Grizzlies de Memphis              | Jamaal Tinsley                   | Pacers de l'Indiana             |
| 2001-2002 | Shane Battier                 | Grizzlies de Memphis              | Richard Jefferson                | Nets du New Jersey              |
| 2001-2002 | Jason Richardson              | Warriors de Golden State          | Eddie Griffin                    | Rockets de Houston              |
| 2001-2002 | Tony Parker* [m]              | Spurs de San Antonio              | Željko Rebrača[f]                | Pistons de Détroit              |
| 2001-2002 | Andreï Kirilenko[n]           | Jazz de l'Utah                    | Vladimir Radmanović (ex æquo)[f] | SuperSonics de Seattle          |
| 2001-2002 | Andreï Kirilenko[n]           | Jazz de l'Utah                    | Joe Johnson (ex æquo)            | Suns de Phoenix                 |
| 2002-2003 | Yao Ming* [o]                 | Rockets de Houston                | Emanuel Ginóbili*[p]             | Spurs de San Antonio            |
| 2002-2003 | Amar'e Stoudemire             | Suns de Phoenix                   | Gordan Giriček[h]                | Grizzlies de Memphis            |
| 2002-2003 | Caron Butler                  | Heat de Miami                     | Carlos Boozer                    | Jazz de l'Utah                  |
| 2002-2003 | Drew Gooden                   | Magic d'Orlando                   | Jay Williams                     | Bulls de Chicago                |
| 2002-2003 | Nenê[q]                       | Nuggets de Denver                 | J. R. Bremer                     | Celtics de Boston               |
| 2003-2004 | Carmelo Anthony               | Nuggets de Denver                 | Josh Howard                      | Mavericks de Dallas             |
| 2003-2004 | LeBron James^                 | Cavaliers de Cleveland            | T.J. Ford                        | Bucks de Milwaukee              |
| 2003-2004 | Dwyane Wade*                  | Heat de Miami                     | Udonis Haslem                    | Heat de Miami                   |
| 2003-2004 | Chris Bosh*                   | Raptors de Toronto                | Jarvis Hayes                     | Wizards de Washington           |
| 2003-2004 | Kirk Hinrich                  | Bulls de Chicago                  | Marquis Daniels                  | Mavericks de Dallas             |
| 2004-2005 | Emeka Okafor                  | Bobcats de Charlotte              | Nenad Krstić[f]                  | Nets du New Jersey              |
| 2004-2005 | Dwight Howard                 | Magic d'Orlando                   | Josh Smith                       | Hawks d'Atlanta                 |
| 2004-2005 | Ben Gordon[r]                 | Bulls de Chicago                  | Josh Childress                   | Hawks d'Atlanta                 |
| 2004-2005 | Andre Iguodala                | 76ers de Philadelphie             | Jameer Nelson                    | Magic d'Orlando                 |
| 2004-2005 | Luol Deng[s]                  | Bulls de Chicago                  | Al Jefferson                     | Celtics de Boston               |
| 2005-2006 | Chris Paul^                   | New Orleans/Oklahoma City Hornets | Danny Granger                    | Pacers de l'Indiana             |
| 2005-2006 | Charlie Villanueva            | Raptors de Toronto                | Raymond Felton                   | Bobcats de Charlotte            |
| 2005-2006 | Andrew Bogut[t]               | Bucks de Milwaukee                | Luther Head                      | Rockets de Houston              |
| 2005-2006 | Deron Williams                | Jazz de l'Utah                    | Marvin Williams                  | Hawks d'Atlanta                 |
| 2005-2006 | Channing Frye                 | Trail Blazers de Portland         | Ryan Gomes                       | Celtics de Boston               |
| 2006-2007 | Brandon Roy                   | Trail Blazers de Portland         | Paul Millsap                     | Jazz de l'Utah                  |
| 2006-2007 | Andrea Bargnani[u]            | Raptors de Toronto                | Adam Morrison                    | Bobcats de Charlotte            |
| 2006-2007 | Randy Foye                    | Timberwolves du Minnesota         | Tyrus Thomas                     | Bulls de Chicago                |
| 2006-2007 | Rudy Gay                      | Grizzlies de Memphis              | Craig Smith                      | Timberwolves du Minnesota       |
| 2006-2007 | Jorge Garbajosa (ex æquo)[l]  | Raptors de Toronto                | Rajon Rondo (ex æquo)            | Celtics de Boston               |
| 2006-2007 | LaMarcus Aldridge^ (ex æquo)  | Trail Blazers de Portland         | Wálter Herrmann (ex æquo)[p]     | Bobcats de Charlotte            |
| 2006-2007 | LaMarcus Aldridge^ (ex æquo)  | Trail Blazers de Portland         | Marcus Williams (ex æquo)        | Hawks d'Atlanta                 |
| 2007-2008 | Al Horford^                   | Hawks d'Atlanta                   | Jamario Moon                     | Raptors de Toronto              |
| 2007-2008 | Kevin Durant^                 | SuperSonics de Seattle            | Juan Carlos Navarro[l]           | Grizzlies de Memphis            |
| 2007-2008 | Luis Scola[p]                 | Rockets de Houston                | Thaddeus Young^                  | 76ers de Philadelphie           |
| 2007-2008 | Al Thornton                   | Clippers de Los Angeles           | Rodney Stuckey                   | Pistons de Détroit              |
| 2007-2008 | Jeff Green^                   | SuperSonics de Seattle            | Carl Landry                      | Rockets de Houston              |
| 2008-2009 | Derrick Rose^                 | Bulls de Chicago                  | Eric Gordon^                     | Clippers de Los Angeles         |
| 2008-2009 | O. J. Mayo                    | Grizzlies de Memphis              | Kevin Love^                      | Timberwolves du Minnesota       |
| 2008-2009 | Russell Westbrook^            | Thunder d'Oklahoma City           | Mario Chalmers                   | Heat de Miami                   |
| 2008-2009 | Brook Lopez^                  | Nets du New Jersey                | Marc Gasol[l]                    | Grizzlies de Memphis            |
| 2008-2009 | Michael Beasley               | Heat de Miami                     | Rudy Fernández [l] (ex æquo)     | Trail Blazers de Portland       |
| 2008-2009 | Michael Beasley               | Heat de Miami                     | D. J. Augustin (ex æquo)         | Bobcats de Charlotte            |
| 2009-2010 | Tyreke Evans                  | Kings de Sacramento               | Marcus Thornton                  | Hornets de la Nouvelle-Orleans  |
| 2009-2010 | Brandon Jennings              | Bucks de Milwaukee                | DeJuan Blair                     | Spurs de San Antonio            |
| 2009-2010 | Stephen Curry^                | Warriors de Golden State          | James Harden^                    | Thunder d'Oklahoma City         |
| 2009-2010 | Darren Collison               | Hornets de la Nouvelle-Orleans    | Jonny Flynn                      | Timberwolves du Minnesota       |
| 2009-2010 | Taj Gibson                    | Bulls de Chicago                  | Jonas Jerebko                    | Pistons de Détroit              |
| 2010-2011 | Blake Griffin                 | Clippers de Los Angeles           | Greg Monroe                      | Pistons de Détroit              |
| 2010-2011 | John Wall                     | Wizards de Washington             | Wesley Johnson                   | Timberwolves du Minnesota       |
| 2010-2011 | Landry Fields                 | Knicks de New York                | Eric Bledsoe                     | Clippers de Los Angeles         |
| 2010-2011 | DeMarcus Cousins              | Kings de Sacramento               | Derrick Favors                   | Jazz de l'Utah                  |
| 2010-2011 | Gary Neal                     | Spurs de San Antonio              | Paul George^                     | Pacers de l'Indiana             |
| 2011-2012 | Kyrie Irving^                 | Cavaliers de Cleveland            | Isaiah Thomas^                   | Kings de Sacramento             |
| 2011-2012 | Ricky Rubio                   | Timberwolves du Minnesota         | MarShon Brooks                   | Nets du New Jersey              |
| 2011-2012 | Kenneth Faried                | Nuggets de Denver                 | Chandler Parsons                 | Rockets de Houston              |
| 2011-2012 | Klay Thompson^                | Warriors de Golden State          | Tristan Thompson^                | Cavaliers de Cleveland          |
| 2011-2012 | Kawhi Leonard^ (ex-æquo)      | Spurs de San Antonio              | Derrick Williams                 | Timberwolves du Minnesota       |
| 2011-2012 | Iman Shumpert (ex-æquo)       | Knicks de New York                | Derrick Williams                 | Timberwolves du Minnesota       |
| 2011-2012 | Brandon Knight (ex-æquo)      | Pistons de Détroit                | Derrick Williams                 | Timberwolves du Minnesota       |
| 2012-2013 | Damian Lillard^               | Trail Blazers de Portland         | Andre Drummond^                  | Pistons de Détroit              |
| 2012-2013 | Bradley Beal^                 | Wizards de Washington             | Jonas Valančiūnas^               | Raptors de Toronto              |
| 2012-2013 | Anthony Davis^                | Hornets de la Nouvelle-Orleans    | Michael Kidd-Gilchrist           | Bobcats de Charlotte            |
| 2012-2013 | Dion Waiters                  | Cavaliers de Cleveland            | Kyle Singler                     | Pistons de Détroit              |
| 2012-2013 | Harrison Barnes^              | Warriors de Golden State          | Tyler Zeller                     | Cavaliers de Cleveland          |
| 2013-2014 | Michael Carter-Williams^      | 76ers de Philadelphie             | Kelly Olynyk^                    | Celtics de Boston               |
| 2013-2014 | Victor Oladipo^               | Magic d'Orlando                   | Giánnis Antetokoúnmpo^           | Bucks de Milwaukee              |
| 2013-2014 | Trey Burke                    | Jazz de l'Utah                    | Gorgui Dieng                     | Timberwolves du Minnesota       |
| 2013-2014 | Mason Plumlee^                | Nets de Brooklyn                  | Cody Zeller^                     | Bobcats de Charlotte            |
| 2013-2014 | Tim Hardaway, Jr.^            | Knicks de New York                | Steven Adams^                    | Thunder d'Oklahoma City         |
| 2014-2015 | Andrew Wiggins^               | Timberwolves du Minnesota         | Marcus Smart^                    | Celtics de Boston               |
| 2014-2015 | Nikola Mirotić                | Bulls de Chicago                  | Zach LaVine^                     | Timberwolves du Minnesota       |
| 2014-2015 | Nerlens Noel                  | 76ers de Philadelphie             | Bojan Bogdanović^                | Nets de Brooklyn                |
| 2014-2015 | Elfrid Payton                 | Magic d'Orlando                   | Jusuf Nurkić^                    | Nuggets de Denver               |
| 2014-2015 | Jordan Clarkson^              | Lakers de Los Angeles             | Langston Galloway                | Knicks de New York              |
| 2015-2016 | Karl-Anthony Towns^           | Timberwolves du Minnesota         | Justise Winslow                  | Heat du Miami                   |
| 2015-2016 | Kristaps Porzingis^           | Knicks de New York                | D'Angelo Russell^                | Lakers de Los Angeles           |
| 2015-2016 | Devin Booker^                 | Suns de Phoenix                   | Emmanuel Mudiay                  | Nuggets de Denver               |
| 2015-2016 | Nikola Jokić^                 | Nuggets de Denver                 | Myles Turner^                    | Pacers de l'Indiana             |
| 2015-2016 | Jahlil Okafor                 | 76ers de Philadelphie             | Willie Cauley-Stein              | Kings de Sacramento             |
| 2016-2017 | Malcolm Brogdon^              | Bucks de Milwaukee                | Jamal Murray^                    | Nuggets de Denver               |
| 2016-2017 | Dario Šarić^                  | 76ers de Philadelphie             | Jaylen Brown^                    | Celtics de Boston               |
| 2016-2017 | Joel Embiid^                  | 76ers de Philadelphie             | Marquese Chriss                  | Suns de Phoenix                 |
| 2016-2017 | Buddy Hield^                  | Kings de Sacramento               | Brandon Ingram^                  | Lakers de Los Angeles           |
| 2016-2017 | Willy Hernangómez             | Knicks de New York                | Yogi Ferrell                     | Mavericks de Dallas             |
| 2017-2018 | Ben Simmons^                  | 76ers de Philadelphie             | Dennis Smith Jr.^                | Mavericks de Dallas             |
| 2017-2018 | Donovan Mitchell^             | Jazz de l'Utah                    | Lonzo Ball^                      | Lakers de Los Angeles           |
| 2017-2018 | Jayson Tatum^                 | Celtics de Boston                 | John Collins^                    | Hawks d'Atlanta                 |
| 2017-2018 | Kyle Kuzma^                   | Lakers de Los Angeles             | Bogdan Bogdanović^               | Kings de Sacramento             |
| 2017-2018 | Lauri Markkanen^              | Bulls de Chicago                  | Josh Jackson                     | Suns de Phoenix                 |
| 2018-2019 | Luka Dončić^                  | Mavericks de Dallas               | Shai Gilgeous-Alexander^         | Clippers de Los Angeles         |
| 2018-2019 | Trae Young^                   | Hawks d'Atlanta                   | Collin Sexton^                   | Cavaliers de Cleveland          |
| 2018-2019 | DeAndre Ayton^                | Suns de Phoenix                   | Landry Shamet^                   | Clippers de Los Angeles         |
| 2018-2019 | Jaren Jackson Jr.^            | Grizzlies de Memphis              | Mitchell Robinson^               | Knicks de New York              |
| 2018-2019 | Marvin Bagley^                | Kings de Sacramento               | Kevin Huerter^                   | Hawks d'Atlanta                 |
| 2019-2020 | Ja Morant^                    | Grizzlies de Memphis              | Tyler Herro^                     | Heat de Miami                   |
| 2019-2020 | Kendrick Nunn                 | Heat de Miami                     | Terence Davis II                 | Raptors de Toronto              |
| 2019-2020 | Brandon Clarke^               | Grizzlies de Memphis              | Coby White^                      | Bulls de Chicago                |
| 2019-2020 | Zion Williamson^              | Pelicans de La Nouvelle-Orléans   | P. J. Washington^                | Hornets de Charlotte            |
| 2019-2020 | Eric Paschall                 | Warriors de Golden State          | Rui Hachimura^                   | Wizards de Washington           |
| 2020-2021 | LaMelo Ball^                  | Hornets de Charlotte              | Immanuel Quickley^               | Knicks de New York              |
| 2020-2021 | Tyrese Haliburton^            | Kings de Sacramento               | Desmond Bane^                    | Grizzlies de Memphis            |
| 2020-2021 | Anthony Edwards^              | Timberwolves du Minnesota         | Isaac Okoro^                     | Cavaliers de Cleveland          |
| 2020-2021 | Jae'Sean Tate^                | Rockets de Houston                | Patrick Williams^                | Bulls de Chicago                |
| 2020-2021 | Saddiq Bey^                   | Pistons de Détroit                | Isaiah Stewart^                  | Pistons de Détroit              |
| 2021-2022 | Scottie Barnes^               | Raptors de Toronto                | Herbert Jones^                   | Pelicans de La Nouvelle-Orléans |
| 2021-2022 | Evan Mobley^                  | Cavaliers de Cleveland            | Chris Duarte^                    | Pacers de l'Indiana             |
| 2021-2022 | Cade Cunningham^              | Pistons de Détroit                | Nah'Shon Hyland^                 | Nuggets de Denver               |
| 2021-2022 | Franz Wagner^                 | Magic d'Orlando                   | Ayo Dosunmu^                     | Bulls de Chicago                |
| 2021-2022 | Jalen Green^                  | Rockets de Houston                | Josh Giddey^                     | Thunder d'Oklahoma City         |
| 2022-2023 | Paolo Banchero^               | Magic d'Orlando                   | Jalen Duren^                     | Pistons de Détroit              |
| 2022-2023 | Walker Kessler^               | Jazz de l'Utah                    | Tari Eason^                      | Rockets de Houston              |
| 2022-2023 | Bennedict Mathurin^           | Pacers de l'Indiana               | Jaden Ivey^                      | Pistons de Détroit              |
| 2022-2023 | Keegan Murray^                | Kings de Sacramento               | Jabari Smith Jr.^                | Rockets de Houston              |
| 2022-2023 | Jalen Williams^               | Thunder d'Oklahoma City           | Jeremy Sochan^                   | Spurs de San Antonio            |
| 2023-2024 | Victor Wembanyama^            | Spurs de San Antonio              | Keyonte George^                  | Jazz de l'Utah                  |
| 2023-2024 | Chet Holmgren^                | Thunder d'Oklahoma City           | G. G. Jackson^                   | Grizzlies de Memphis            |
| 2023-2024 | Brandon Miller^               | Hornets de Charlotte              | Dereck Lively II^                | Mavericks de Dallas             |
| 2023-2024 | Jaime Jaquez Jr^              | Heat de Miami                     | Amen Thompson^                   | Rockets de Houston              |
| 2023-2024 | Brandin Podziemski^           | Warriors de Golden State          | Cason Wallace^                   | Thunder d'Oklahoma City         |
| 2024-2025 | Stephon Castle^               | Spurs de San Antonio              | Matas Buzelis^                   | Bulls de Chicago                |
| 2024-2025 | Zach Edey^                    | Grizzlies de Memphis              | Bub Carrington^                  | Wizards de Washington           |
| 2024-2025 | Zaccharie Risacher^           | Hawks d'Atlanta                   | Donovan Clingan^                 | Trail Blazers de Portland       |
| 2024-2025 | Alexandre Sarr^               | Wizards de Washington             | Yves Missi^                      | Pelicans de La Nouvelle-Orléans |
| 2024-2025 | Jaylen Wells^                 | Grizzlies de Memphis              | Kel'el Ware^                     | Heat de Miami                   |